# 馬自達3
馬自達3（日语：マツダ・MAZDA3）是日本馬自達汽車公司於2003年開發製造的緊湊型四門轎車與五門掀背車，臺灣市場習慣簡稱為馬三，日規版名為Axela（アクセラ，至第三代為止），乃是結合（加速）、（加速器），加上來自英語的（excellent，卓越之意）而組成。為了統一全家族車系名稱，在海外市場以「馬自達3」之名銷售，日規版也於2019年改成此車名。
該車款實質上為馬自達323（日規稱作Familia，美規為Protegé）的後繼車款，並創下該公司史上短短3年2個月就生產1百萬輛的紀錄；截至2016年5月31日為止，馬自達3已經累計生產了5百萬輛。

## 歷史

### 第一代（2003年-2009年）
2003年 - 6月25日，馬自達防府工廠開始製造歐規的馬自達3，10月15日在日本以1.5L、2.0L及2.3L三個級距發表上市。動力採用MZR直列四缸引擎，有五速手排與四速自排兩種變速系統，前輪採麥花臣懸吊，後輪則採福特設計的E-link多連桿式懸吊系統。這種懸吊系統的特色是每個輪子上各有四個連接點與一根防傾桿，懸吊在裝有彈簧圈的避震器上，以減少後車廂的震盪力道。
由於在全球汽車市場裡，C-Segment（歐洲用來區別家庭房車的稱呼）是一個競爭相當激烈的區塊，歐洲代表車款有福斯Golf、寶獅307、歐寶Astra等，日本也有本田Civic、日產Tiida、豐田Corolla等。因此馬自達以「世界戰略車」為出發點，與福特集團旗下福特Focus、Volvo S40共用C1平台，開發出此款車種，代號BK，作為馬自達Famila BJ車系的後繼車種。同年11月18日，榮獲2004年度歐洲年度風雲車（European Car of the Year；ECOTY）第二名（日本車款中名次最高）。

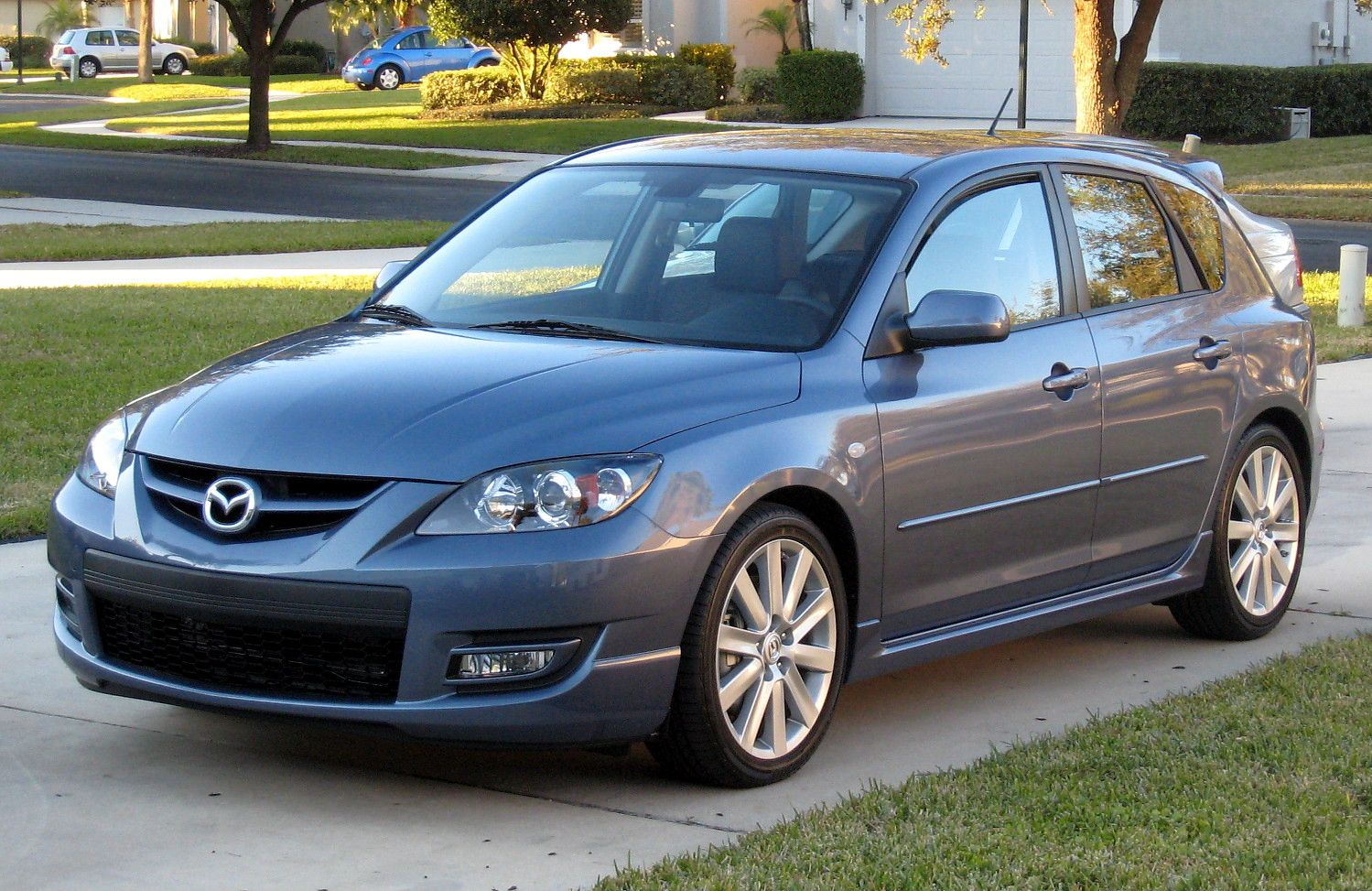
美規Mazdaspeed3
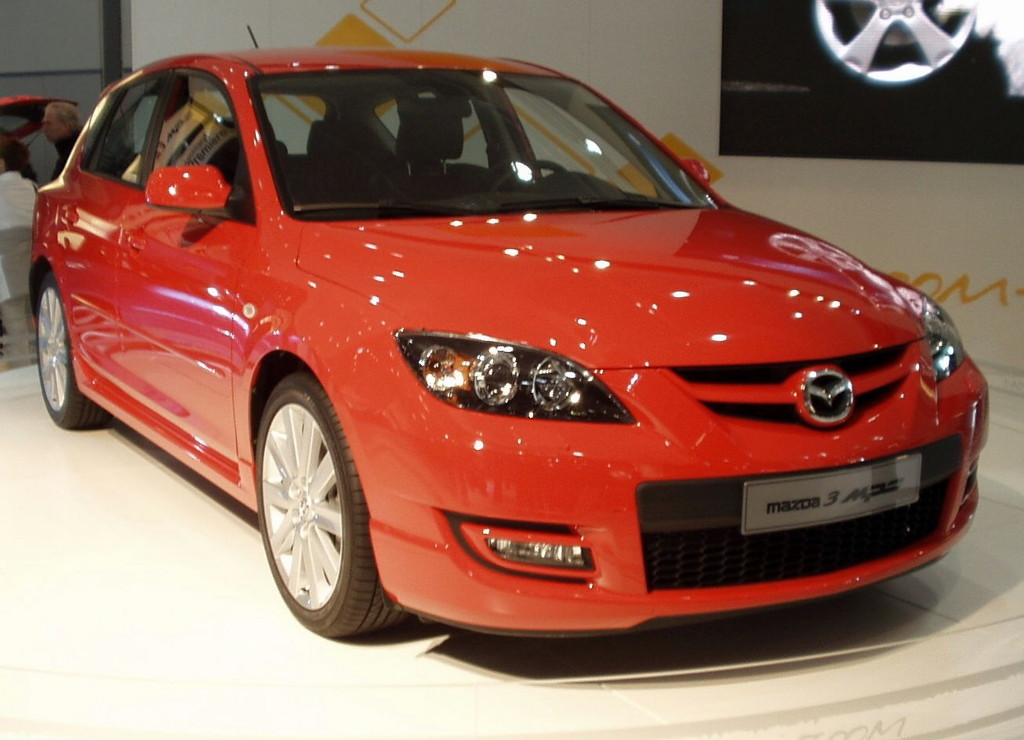
歐規Mazda3 MPS車頭
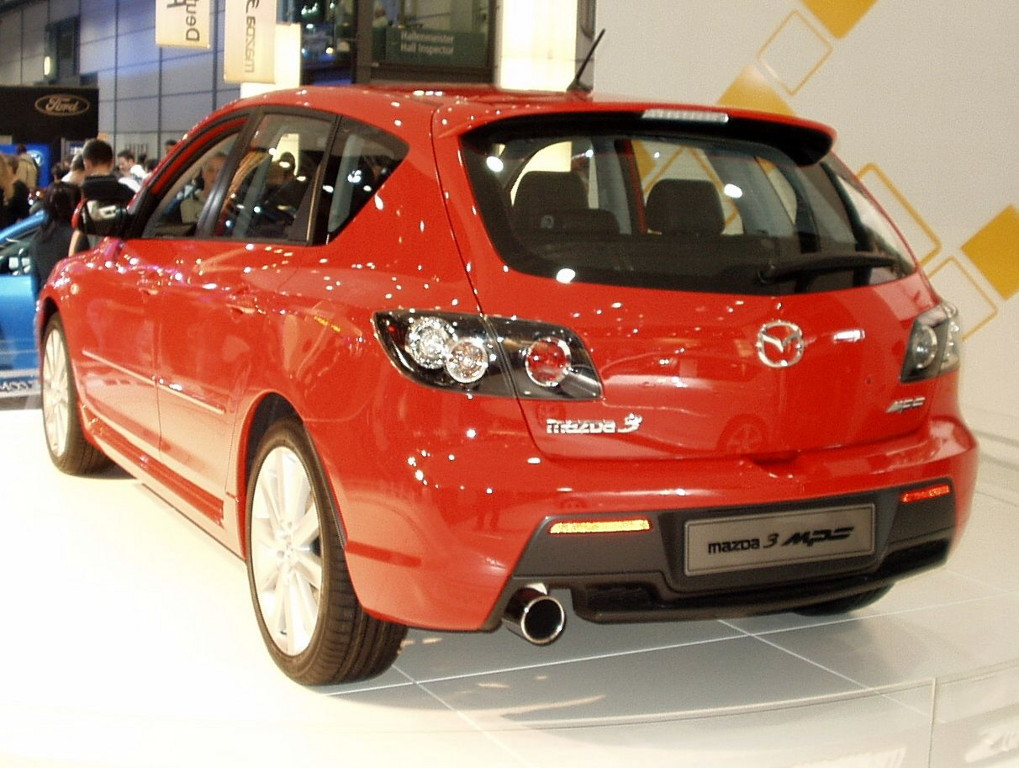
歐規Mazda3 MPS車尾

2006年2月，講求動力與性能表現的馬自達3 MPS（Mazda Performance Series的縮寫）問世，北美洲的版本稱為Mazdaspeed3，日本則稱為Mazda Mazdaspeed Axela（マツダスピード アクセラ）。引擎搭載與Mazda6 MPS相同的2.3L缸內直噴DISI（Direct Injection Spark Ignition的縮寫）渦輪增壓L3-VDT型，最大馬力264hp / 5,500rpm，峰值扭力380N·m / 3,000rpm，並搭配六速手動排檔變速箱、ABS防鎖死煞車系統、TCS循跡控制系統、DSC動態穩定控制系統等配備。根據美國《人車誌汽車雜誌》（Car and Driver Magazine）2007年五月號的報導，Mazdaspeed3在0-60mph加速花費5.3秒，¼英里直線加速花費13.8秒、達到時速102mph（164km/h）；該雜誌將Mazdaspeed3列為2007年度與2008年度十大風雲好車。
EuroNCAP（European New Car Assessment Programme）在2006年針對Mazda3進行撞擊測試，其中對成人乘員的保護性給予四顆星的評價（滿分五顆星）。
2007年進行外觀與內裝的小改款，計有霧燈造型、LED尾燈、輪圈造型、增加新車色等改變。此外，還追加一具2.0L直列四缸RF 2005型柴油引擎，最大馬力143ps / 3,500rpm、最大扭力360N·m / 2,000rpm。

#### 安全性召回
2010年8月19日，馬自達日本總公司發言人表示，由於2007年4月至2008年11月之間製造的馬自達3與馬自達5，其2,000C.C.車型由於動力轉向系統的高壓油管生鏽，汽車於行駛時突然喪失動力方向盤的功能，可能使得駕駛者難以駕馭汽車而發生意外。美國聯邦政府已於該年6月對此一問題展開調查，美國國家公路交通安全管理局（NHTSA, National Highway Traffic Safety Administration）接獲三十三起有關此問題的投訴，其中還包含三起撞車事故。
馬自達在全球將召回大約五十一萬四千餘輛的馬自達3與馬自達5檢修更換動力轉向泵及高壓油管，其涵蓋範圍包括臺灣、中國、美國、加拿大、日本、澳大利亞等地。

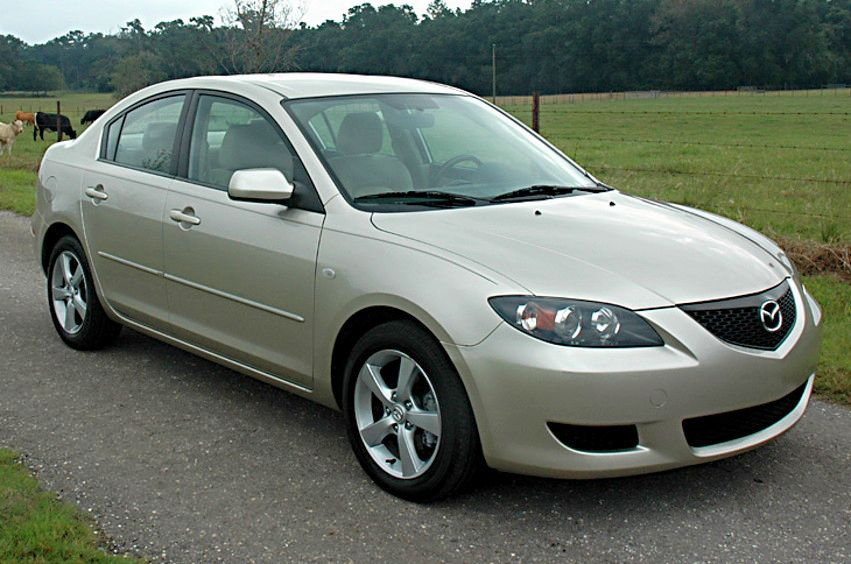
美規四門轎車版
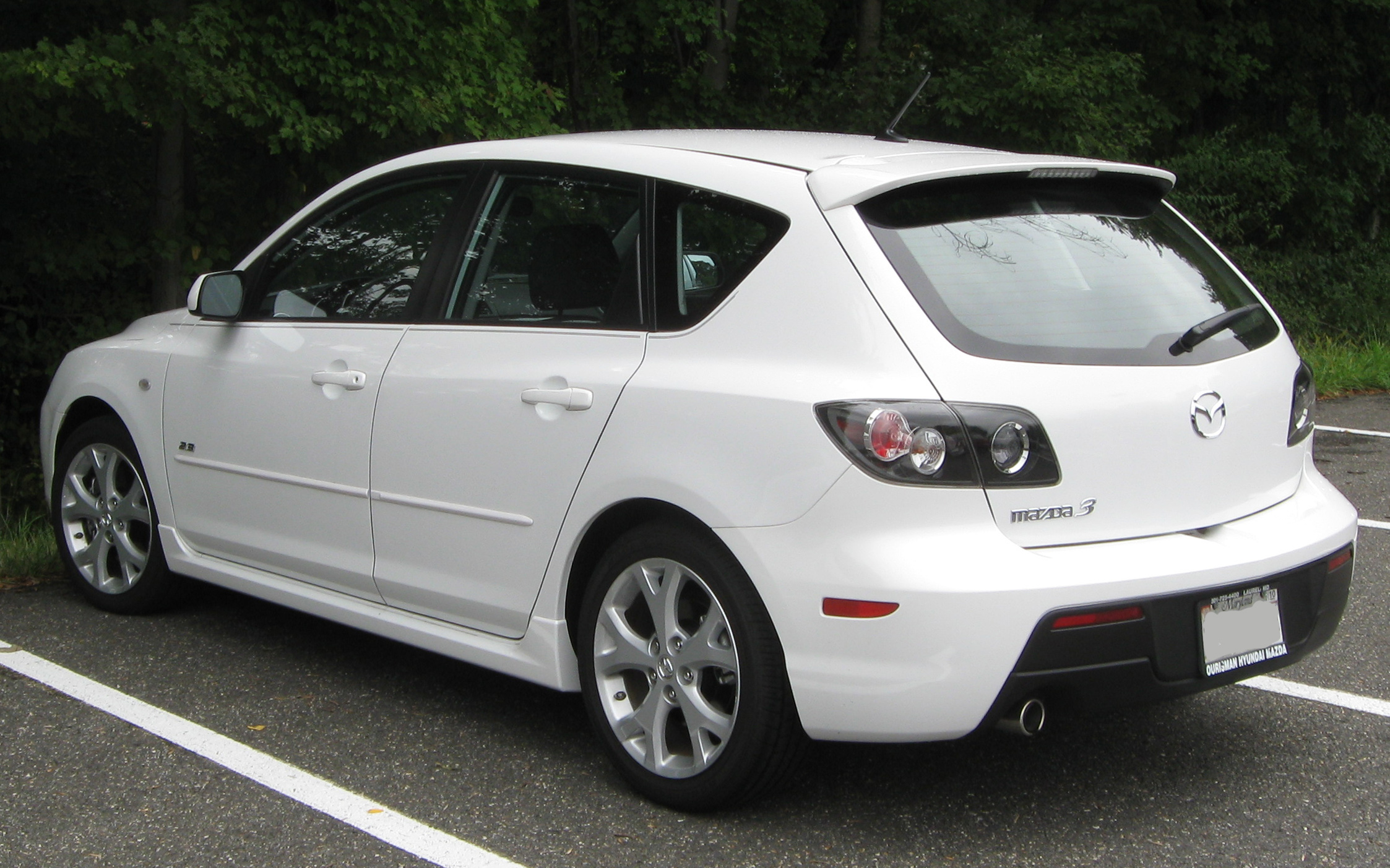
美規五門掀背車版
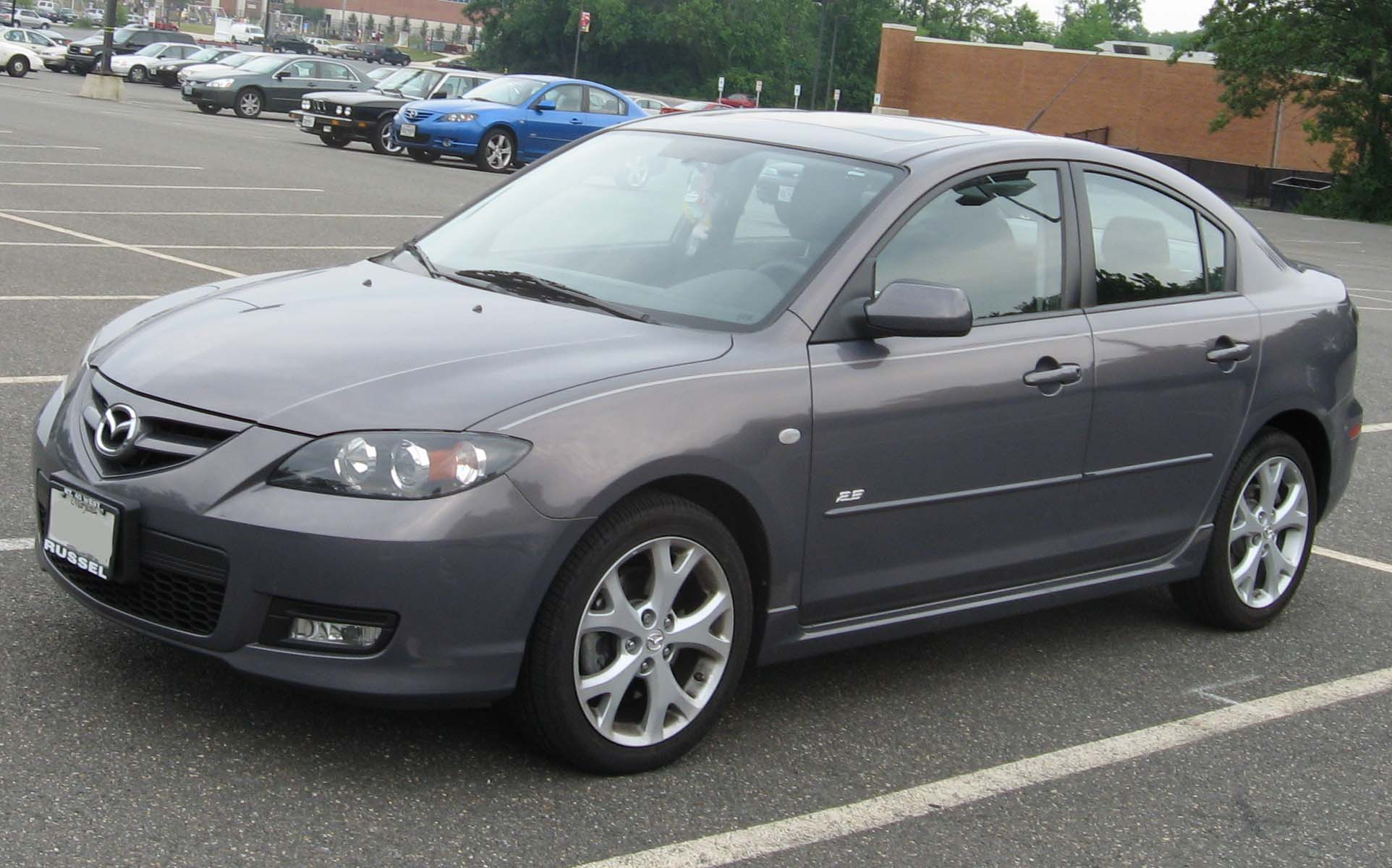
2006年-2009年（後期型）
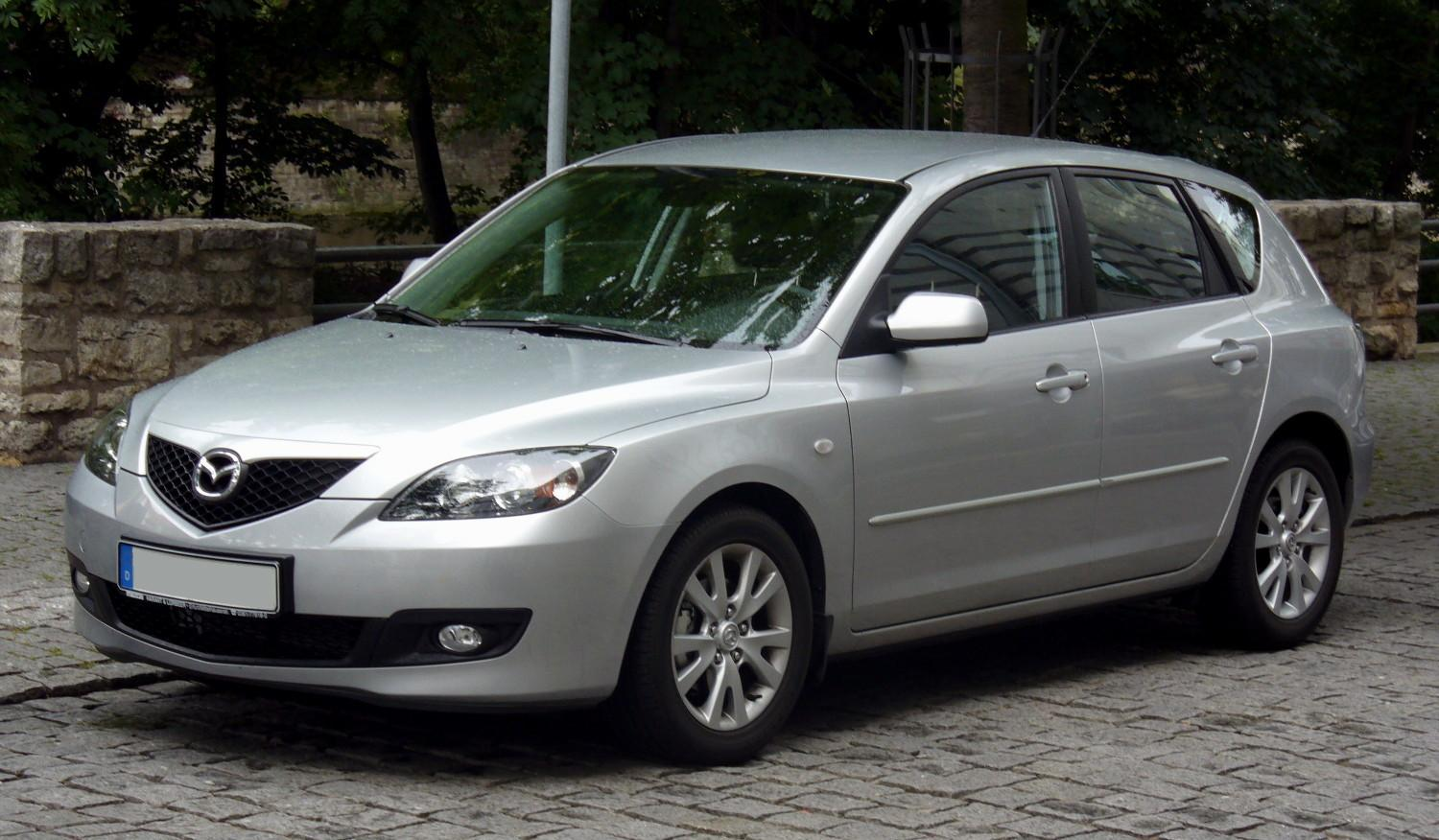
歐規五門掀背車版
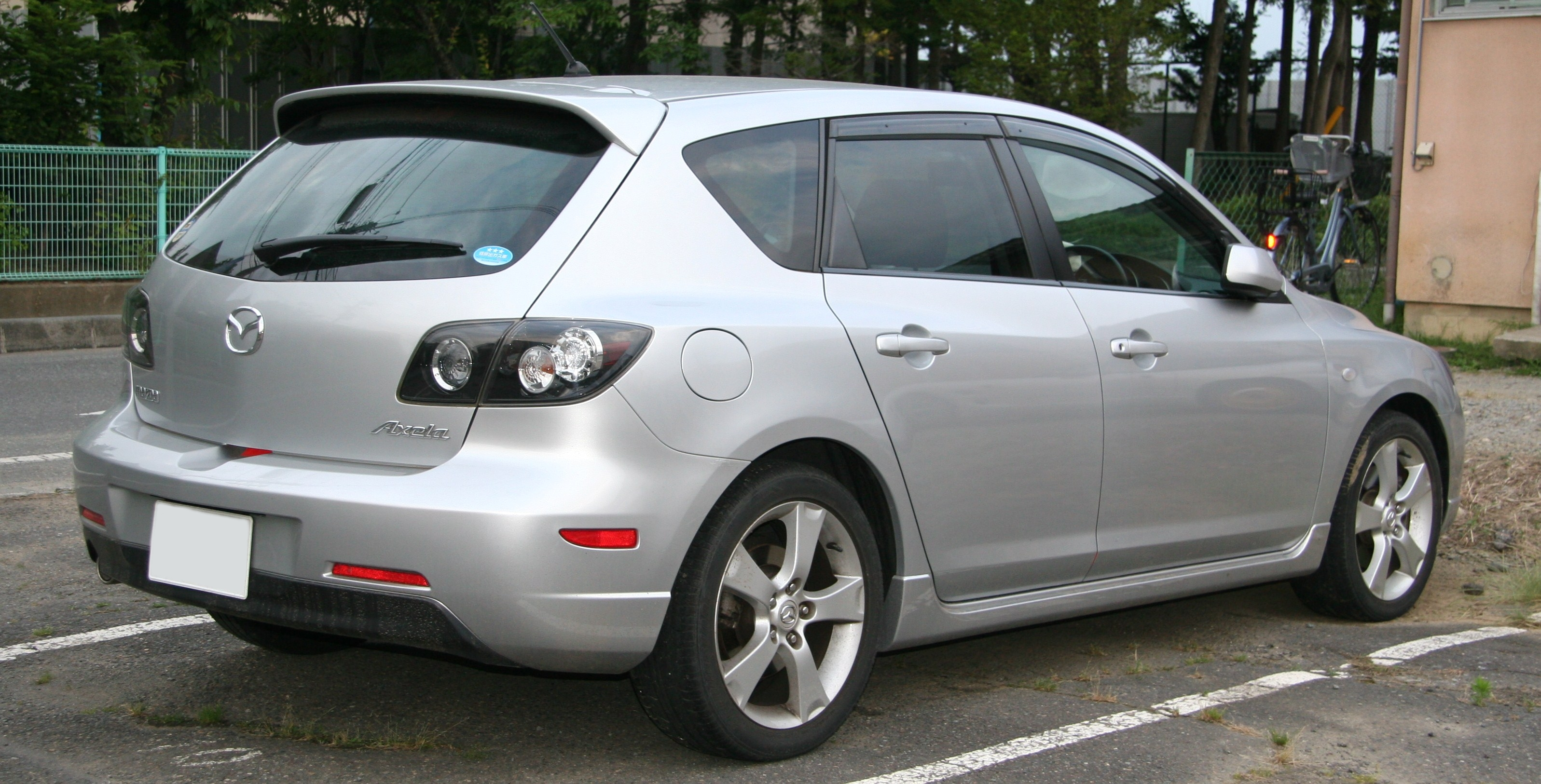
日規五門掀背版車尾
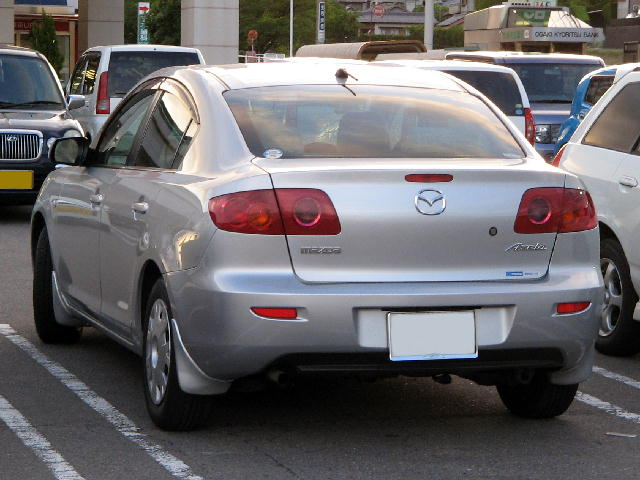
日規四門轎車版車尾

### 第二代（2009年-2013年）
2008年11月馬自達公開四門轎車型（美規），12月公開五門掀背車型（歐規）。車身外觀全部更新，進氣壩與霧燈的造型類似「開口笑」的輪廓，整個車身線條修飾得更年輕、動感。至於動力部分，除了繼續沿用上一代的2.0L LF-VE型之外，原先2.3L L3-VE型改用最大馬力達167hp / 6,000rpm、扭力達226N·m / 4,000rpm的2.5L直列四缸DOHC L5-VE型引擎替代（該引擎亦使用於第二代馬自達6）。
2009年 - 6月日本及其他市場正式上市，其中日規車與歐規車都裝配了附有新開發i-Stop怠速熄火系統的LF-VDS型引擎，能在駕駛者踩下煞車使汽車靜止時自動關閉引擎，放開煞車後重新啟動引擎，以達到節能環保的功效。也因為這項新發明，該款車獲得由日本產業環境管理協會與經濟新聞社主辦，日本國土交通省和經濟產業省等協辦的第六屆Eco Products 2009大獎；同年11月則榮獲2010年度第19屆RJC年度風雲車（（日語）RJCカー・オブ・ザ・イヤー）大獎。
EuroNCAP（European New Car Assessment Programme）在2009年針對馬自達3進行撞擊測試，其中對成人乘員的保護性給予滿分五顆星的評價。
2009年 - 在兩岸三地，臺灣率先在11月17日發表國產化的馬自達3五門掀背車型，動力部分共有1.6L Z6-VE型、2.0L LF-VE型、2.5L L5-VE型三種引擎可供選購。其中2.5L引擎為五門掀背車型專屬，稍後於12月7日上市的四門轎車型並沒有搭載。至於具有節能減碳效果的i-Stop怠速熄火系統，則未引進該市場。
2011年 - 元月馬自達中國銷售分公司引進日本製造之五門掀背車型，隨後長安馬自達公司於6月23日宣布馬自達3的中文名稱為星騁，8月9日在南京工廠開始下線製造，9月17日隨著成都車展開幕而正式銷售三廂四門轎車型。由於中國大陸汽車市場的特殊屬性，造成罕見的同款車「多代同堂」在市面上銷售，第一代馬自達3改稱「馬自達3經典款」與第二代同時在中國大陸販售。
同年9月28日日本發表小改款Axela SKYACTIV車型，搭載排氣量為1,997c.c.的直列四缸DOHC PE-VPS型汽油引擎，為克服異常燃燒，其壓縮比達到12.0:1，搭配Dual S-VT雙可變氣門正時和DISI缸內直噴技術（Direct Injection Spark Ignition之縮寫）技術，引擎效率也大幅提升，達到154ps / 6,000rpm之最大馬力與19.8kg·m / 4,100rpm之峰值扭力。另外搭配SKYACTIV-Drive六速自排變速箱和I-Stop怠速熄火系統，以日本JC08模式最高可達到17.6km/L的油耗表現。外觀方面修改頭燈、前保桿與氣壩，加上新造型的後保桿、16吋鋁圈等。
2012年 - 10月馬自達在英國市場發表性能版的「馬自達3 MPS」，包含黑色後視鏡蓋、全車空力套件、18吋鐵灰色鋁合金輪轂等配備，動力心臟為2.3L直列四缸DOHC L3-VDT型渦輪增壓引擎，搭配6速手排變速系統。

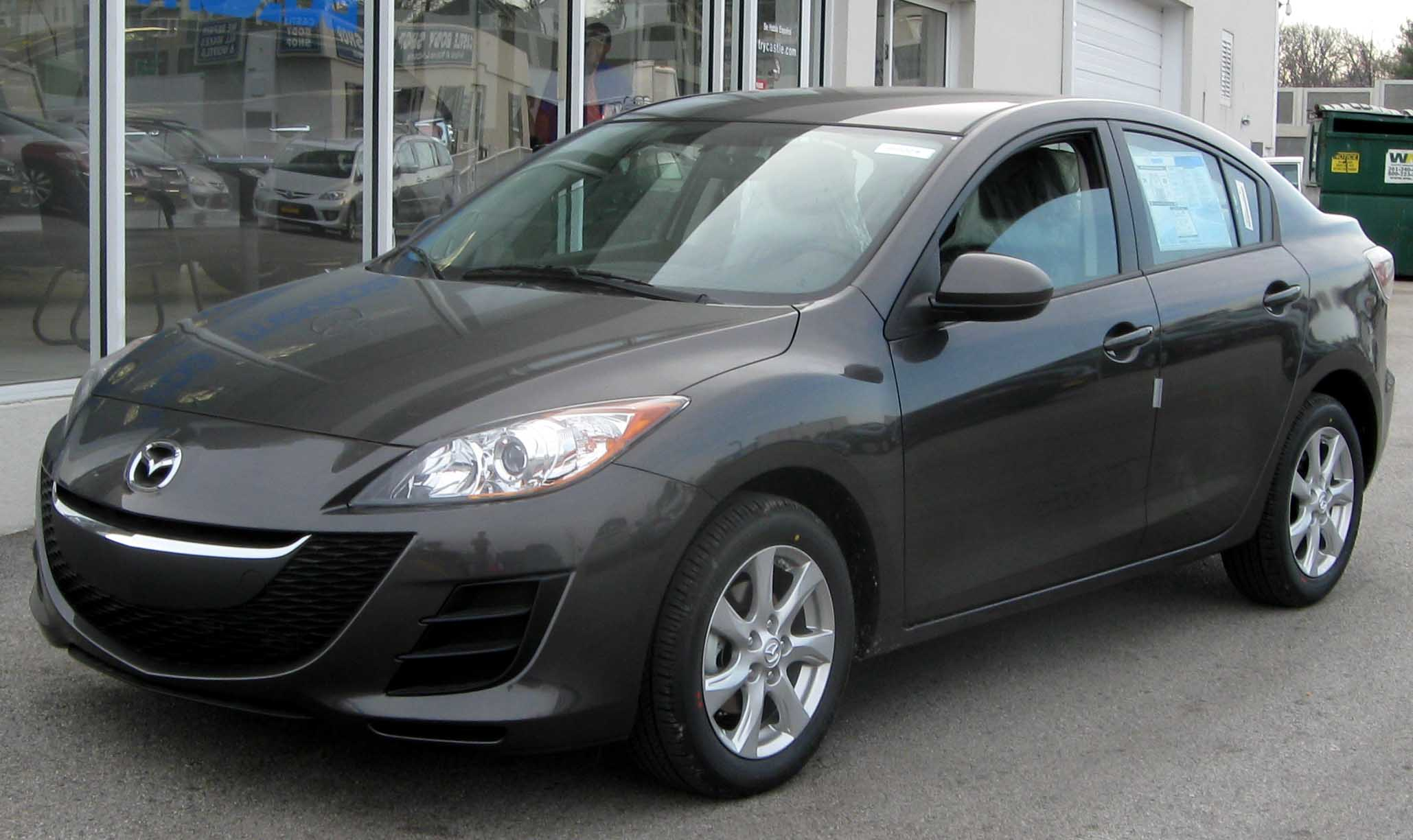
美規四門轎車版
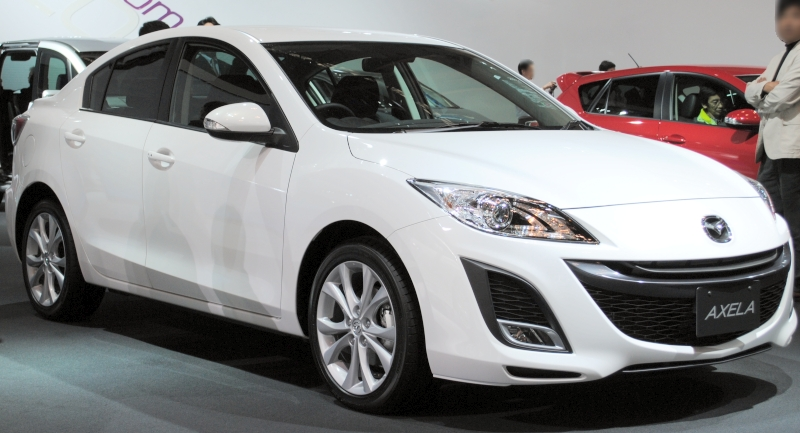
2009年東京車展展出的Axela
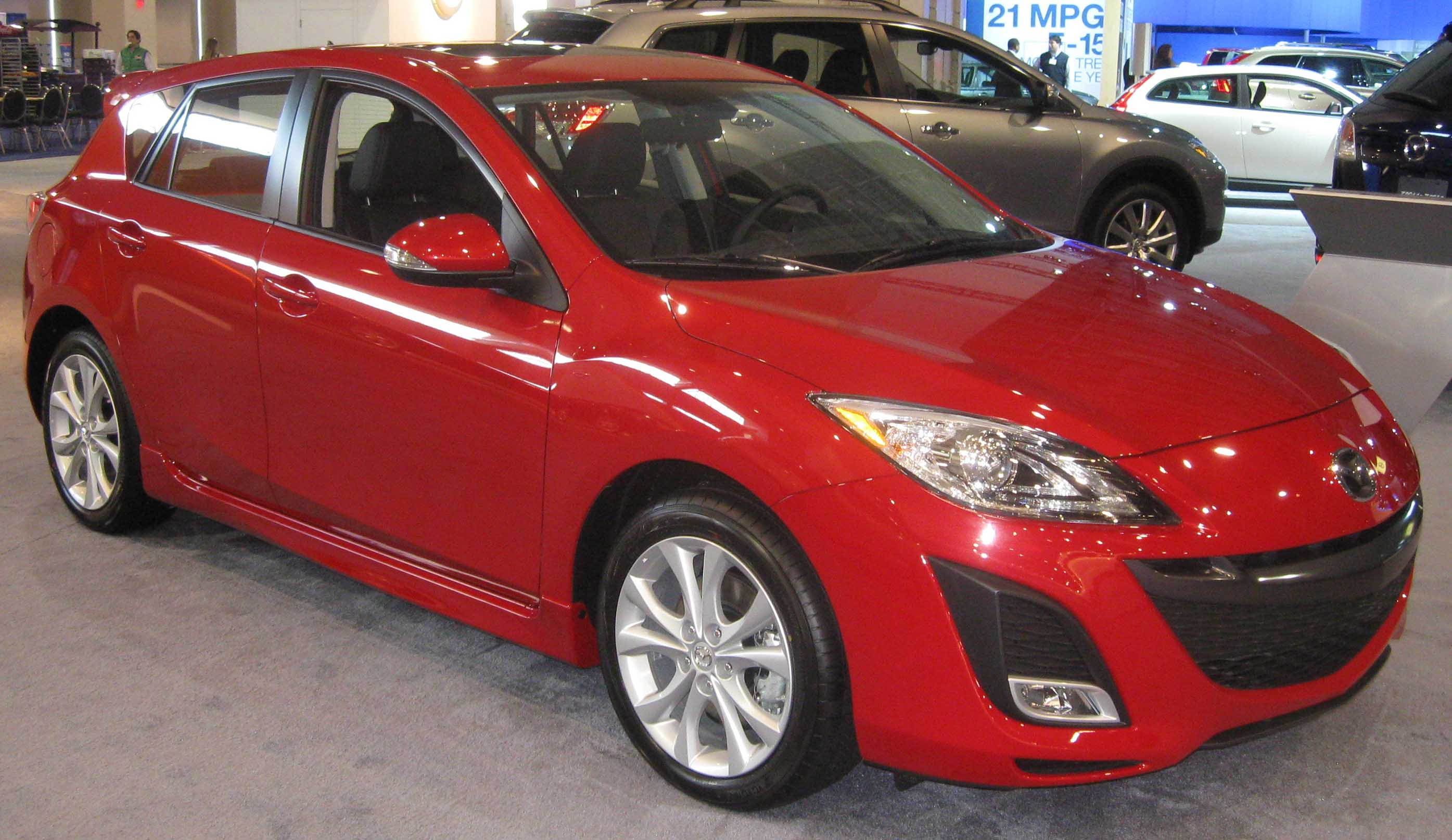
美規五門掀背車版車頭
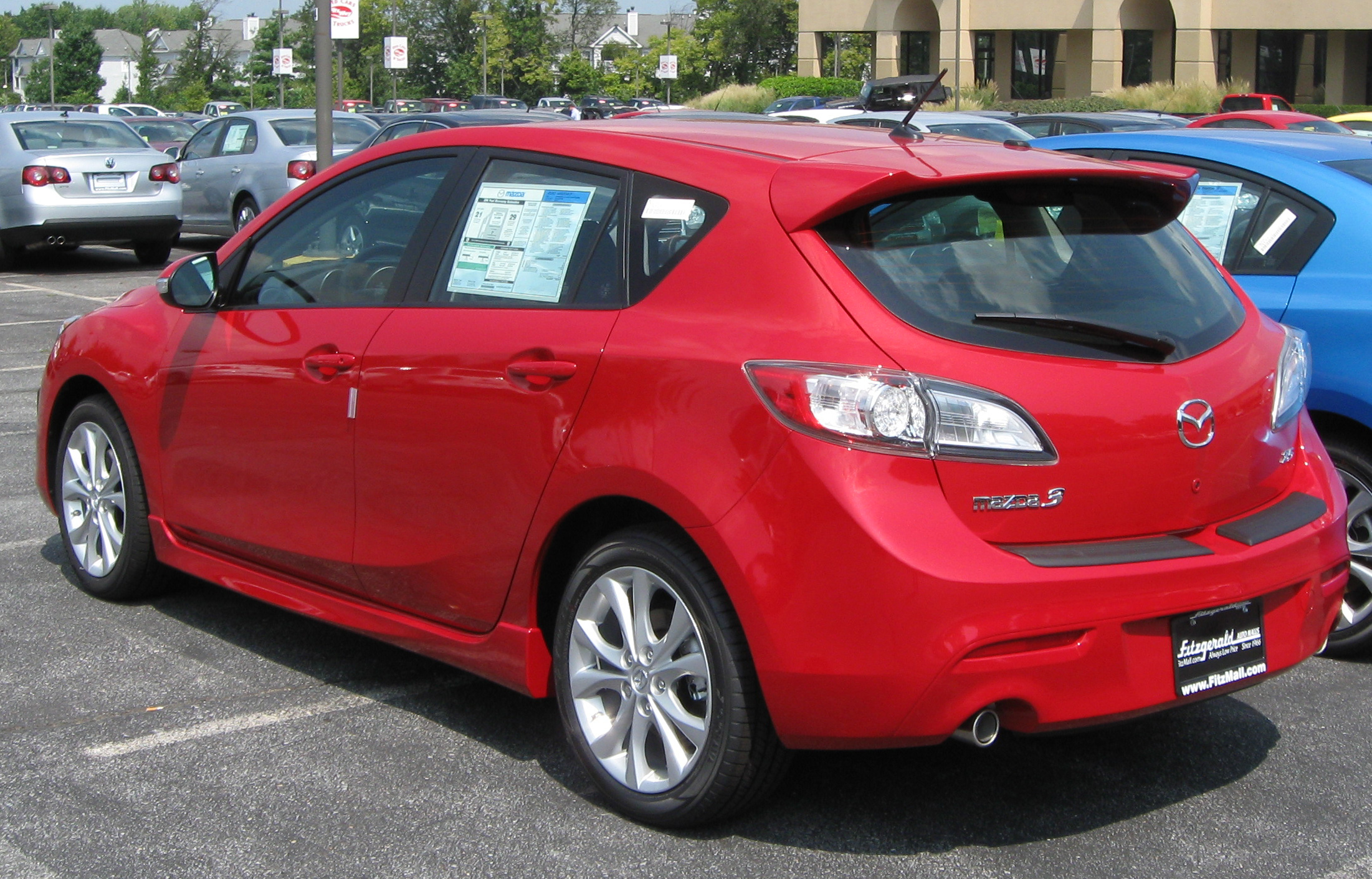
美規五門掀背車版車尾
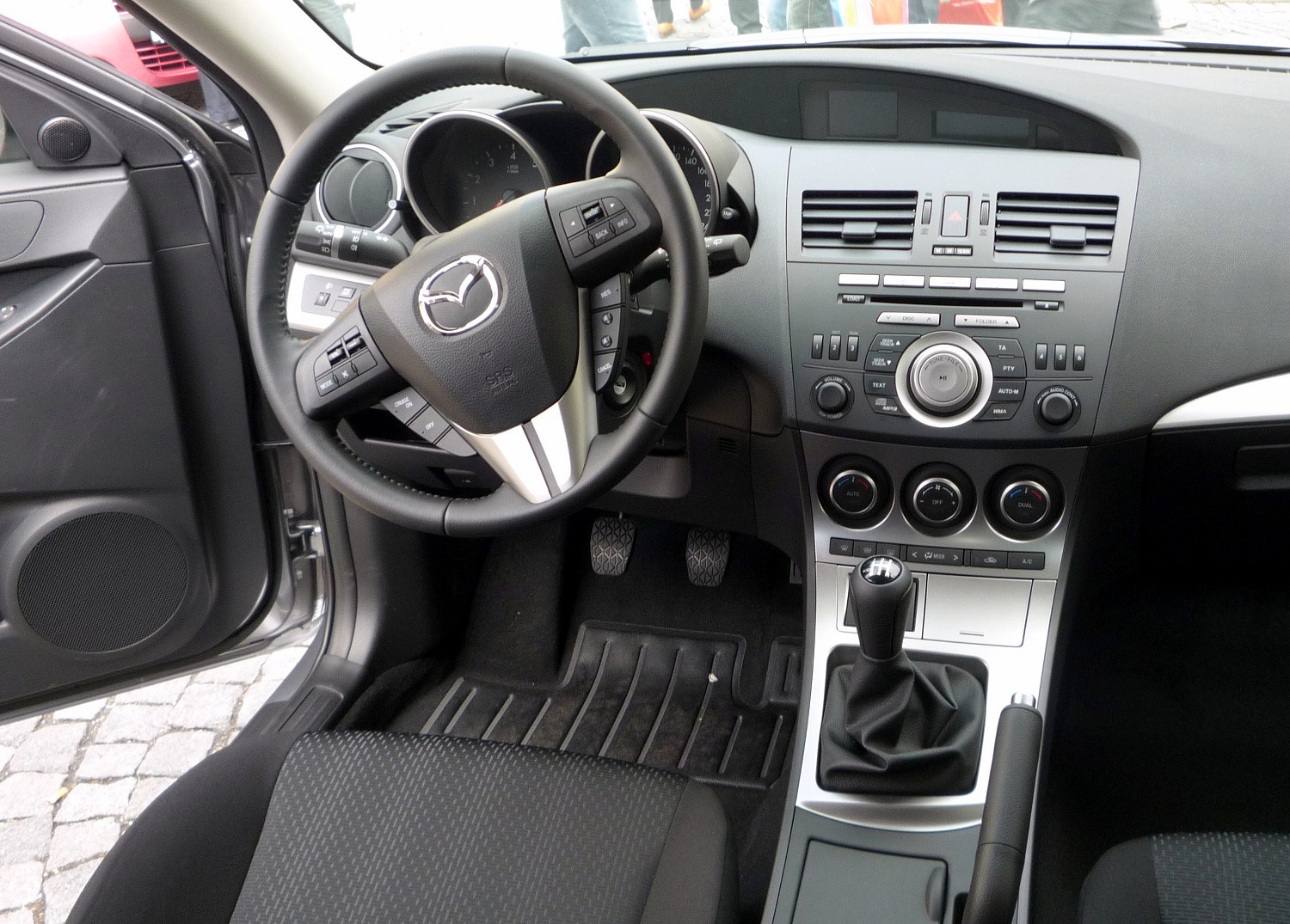
歐規車室內觀
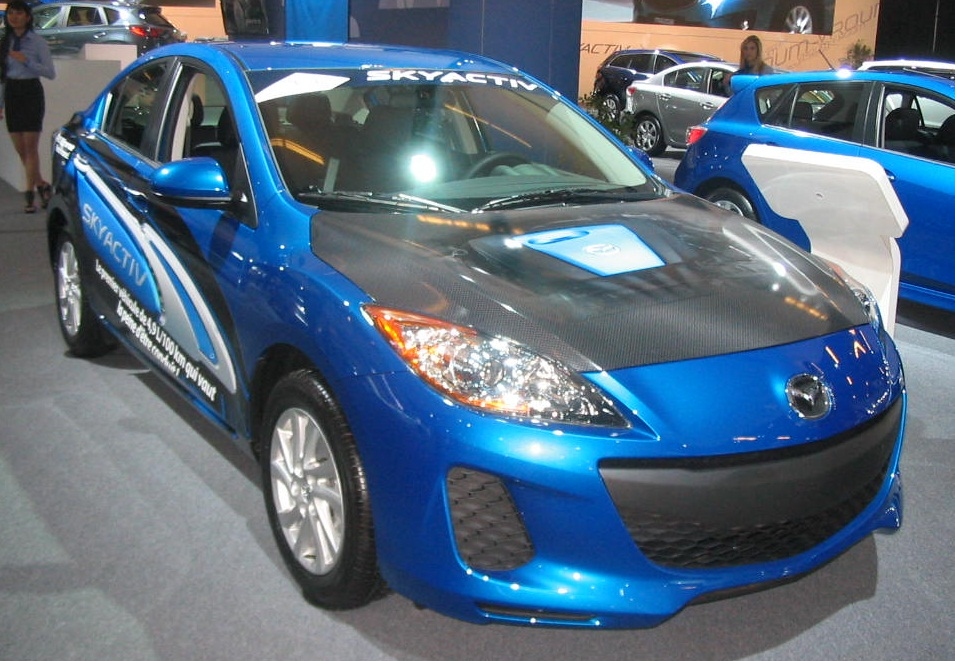
2012年蒙特婁車展，搭載創馳藍天技術

### 第三代（2013年-2019年）
2013年6月27日马自达與微軟遊戲主機Xbox共同合作，發表大改款的第三代馬自達3，並於9月正式在美國上市，同年11月21日則於日本發售。動力編成計有四種：1.5L直列四缸DOHC P5-VPS型、2.0L直列四缸DOHC PE-VPR型、2.0L直列四缸DOHC PE-VPH型，以及2.2L直列四缸DOHC SH-VPTR型渦輪增壓柴油引擎，搭配六速手排或自排變速箱，唯獨混合動力車型搭配CVT變速系統。其中柴油引擎車型含有黑色鋼琴烤漆後保桿、LED霧燈、亮面鋁合金輪圈、紅色縫線真皮包覆方向盤等配備，以便和汽油引擎車型做出區隔。
这也是馬自達自創廠以來首部混合動力車，獲得了豐田汽車的技術支持，以2.0L直列四缸DOHC PE-VPH型引擎搭配一組永磁電動馬達，前者具14:1的高壓縮比，可產生最大馬力99hp / 5,200rpm與扭力峰值14.5kg·m / 4,000rpm；後者則具有82hp / 21.1kg·m的動力，兩者可產生136hp的縱效馬力輸出。至於供應電力給電動馬達的電池模組，則由28顆容量6.5Ah的鎳氫電池所組成。據原廠表示，該車型在創馳藍天技術和Hybrid技術的雙重加持下，油耗表現按日本JC08模式可達30.78km/l。
在主、被動行車科技方面，第三代馬自達3按不同等級的車型而裝置。譬如「Mazda Connect」多媒體資訊娛樂整合系統，可透過螢幕及操控旋鈕操作衛星導航、行車資訊、網路服務、與智慧型手機連結等功能；其他行車安全科技則有Active Driving Display抬頭顯示器、HBC智慧型燈光控制系統、AFS主動轉向式頭燈、HLA斜坡起步輔助系統、ESS緊急煞車警示、RVM後車盲點偵測、LDWS車道偏離警示等。
2014年 - 3月14日起正式在泰國羅勇府的工廠（AutoAlliance (Thailand) Company Limited）下線製造，3月18日正式在當地販售。除了在泰國當地銷售外，此工廠所生產的馬自達3將專門供應給東協市場。同年5月22日長安馬自達正式發表第三代車型，並命名為馬自達昂克賽拉。動力來源分成1.5L直列四缸DOHC P5-VPS型、2.0L直列四缸DOHC PE-VPR型引擎等二種，前者可輸出86kW / 6,100rpm的馬力和148 Nm / 3,500rpm的扭力，後者則為116kW / 6,400rpm的馬力和202Nm / 4,000rpm的扭力。變速箱具有6速手排、6速手自排等二種，加上i-Stop怠速熄火系統、i-ELOOP動能回收系統等裝置。標準配備方面含有4顆安全氣囊（高級車型則有6顆）、DSC車身動態穩定系統、TCS循跡控制系統、HLA坡道起步輔助系統、ESS緊急刹車警示系統等，高級車型則另加裝真皮座椅、HID頭燈、倒車顯影系統、換檔撥片、18吋鋁合金輪轂等。
此外，此車款的五門掀背車車型曾獲得德國紅點設計大獎2014年度的產品設計獎。
隨著馬自達與福特在各國間鑑於美國金融風暴的相繼拆夥，日本馬自達也決定在臺灣成立直屬外資子公司「台灣馬自達汽車公司」，董監事與經理人全為日籍，宣布將結束與福特六和子公司品爵汽車間15年的代理合作關係；2014年7月起，馬自達原廠開始對台進口；至2016年7月起，台產馬自達3在合約到期時，將完全結束生產。
2015年 - 1月29日馬自達臺灣分公司正式引進第三代車款，搭載2.0L直列四缸DOHC PE-VPR型引擎，配合6速手自排變速箱。其中入門車款包含6顆SRS安全氣囊、DSC動態車身穩定系統、HLA上坡輔助系統、TPMS胎壓偵測器、ESS緊急煞車警示系統、MZD Connect人機智慧資訊整合系統、七吋行車資訊顯示幕、i-Stop怠速熄火系統、天窗等，頂級車款則加裝215/45R18輪胎、HID頭燈、LED晝行燈、左右獨立恆溫空調系統、自動上掀式抬頭顯示屏、SCBS都會煞車輔助系統、RVM盲點偵測系統等配備。
同年8月27日原廠宣佈日規版導入BSM盲點偵測系統、RCTA車後監視系統等行車輔助功能等標準配備，前者透過攝影機及雷達可有效感應視線死角內的物體，而後者則算是前者的延伸功能，當發生前述情形時，駕駛人仍要執行左右轉，則系統則會以警示音提醒。同年12月馬自達英國分公司宣布新增1.5L直列四缸DOHC S5-DPTS型柴油引擎之動力，變速箱同樣有六速手排與自排可作搭配。
2016年 - 4月1日於英國市場推出限量販售800輛的「Sport Black Special Edition」，以2.0L直列四缸DOHC PE-VPR型引擎搭配SKYACTIV-MT六速手排變速箱之設定，外加黑色前下擾流翼、側裙、後下保桿、車頂、後視鏡外蓋、18吋鋁合金輪框等車身套件，並可選擇魂動紅或珠光白兩種塗裝。內裝部分則將真皮包覆方向盤及排檔頭、Bose音響系統、Keyless免鑰匙感應門鎖系統、恆溫空調、巡航定速系統、中控7吋彩色顯示幕、倒車顯影等皆列為標配。
由於新款馬自達3的種種相對優異特點，與日本原廠在台灣銷售策略的成功(定價為同級距進口車中最實惠者、而配備遠優於同級距國產車)，至2016年4月，於台灣一躍而成同級距進口車款的銷售量冠軍，數量僅次於國產之豐田Altis。
同年7月14日日本和歐洲同步推出小改款，改良重點在於「G力導引控制技術（G-Vectoring Control，簡稱GVC）」、「NSFC聲頻降噪技術（Natural Sound Frequency Control）」、「NSS減震降噪技術（Natural Sound Smoother）」等三種新技術。第一個是以控制動力輸出來提升底盤表現，駕駛者轉動方向盤時引擎驅動的扭力方向會隨著變化。通常車輛都是個別控制橫向或前後方向的加速度，但此套新技術則可整合性控制，將四輪的接地荷重最佳化，車輛動態也因而更平順有效率。故駕駛者可以減少修正方向盤，使得車輛按其意志行進；車內乘員也因行駛時的G值變化平順，身體搖晃較少而覺得更為舒適。第二個技術則針對柴油引擎的爆震音發生的原因，也就是針對引擎室燃燒時產生的壓力波和內部機件的共振頻率做改善，提升引擎靜肅性。第三個技術則進一步在活塞插銷中置入平衡槌，以抑制導致柴油引擎噪音的震動頻率，消弭引擎噪音。此外繼英國市場後，日本市場也導入1.5L直列四缸DOHC S5-DPTS型柴油引擎，用以取代2.0L引擎。
2017年 - 8月24日再度實施小改款，將增加SCBS前行煞車輔助系統、360°環景等功能的i-ACTIVSENSE輔助系統等列入標準配備。

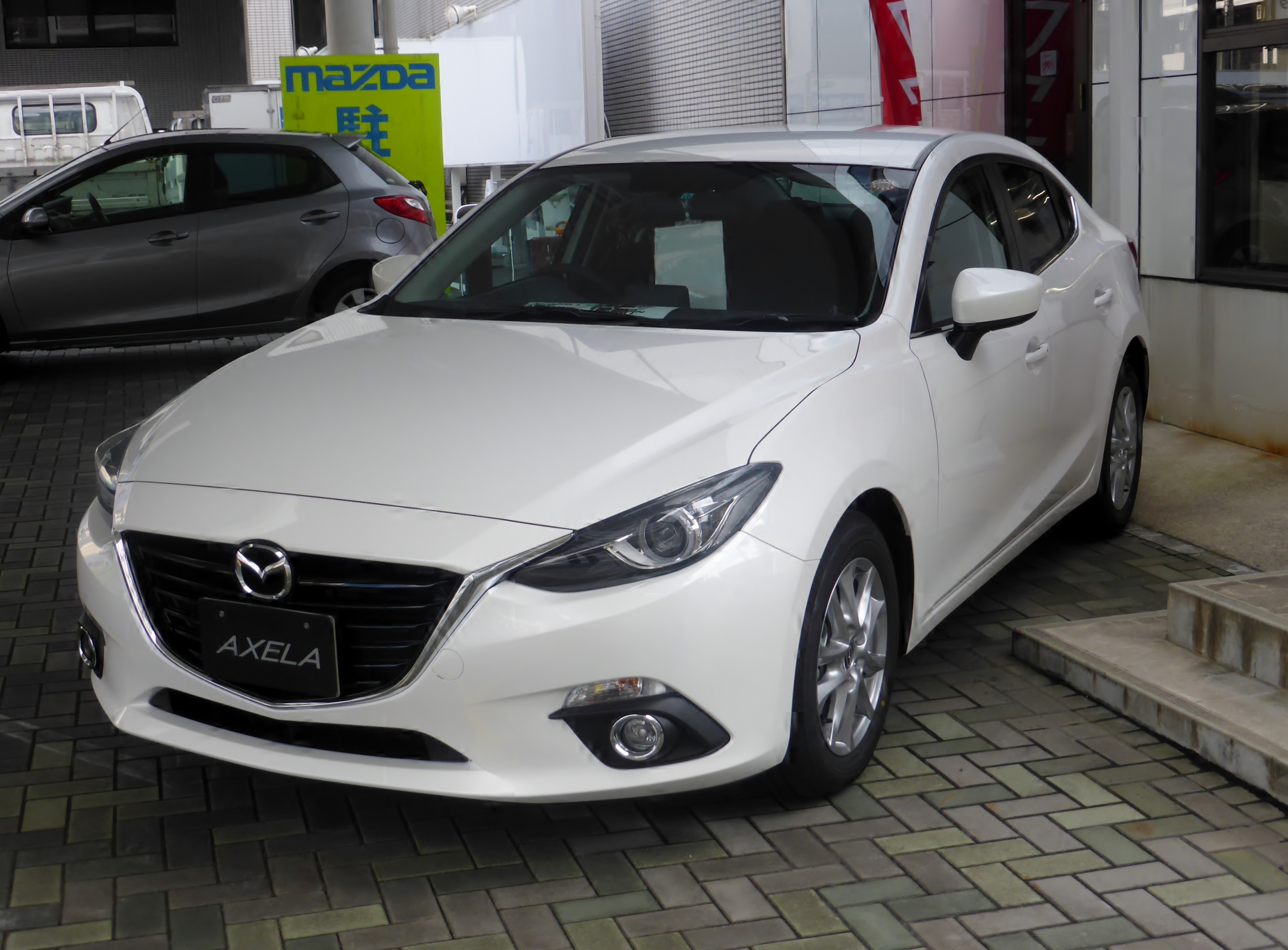
四門轎車車頭
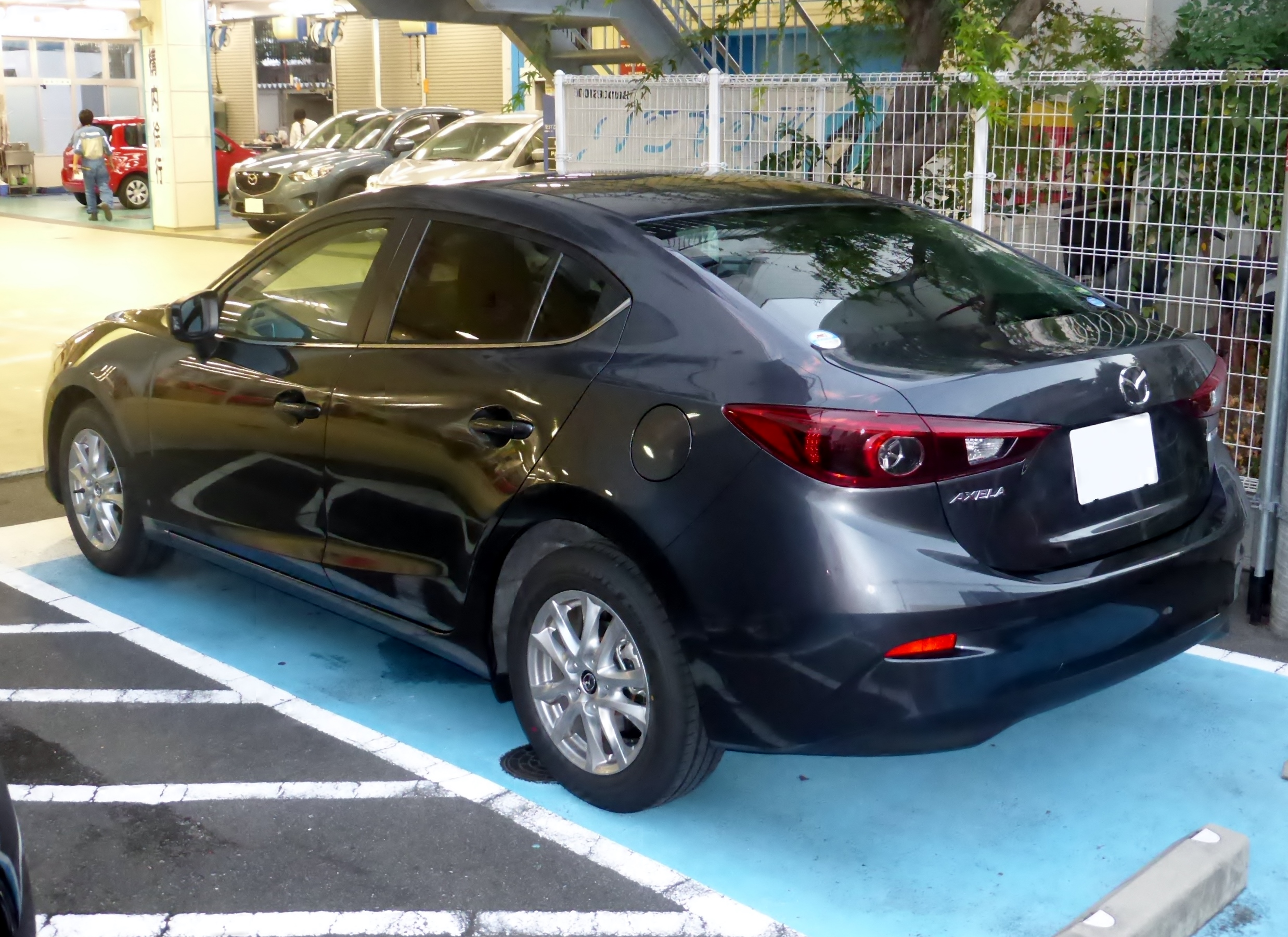
四門轎車車尾
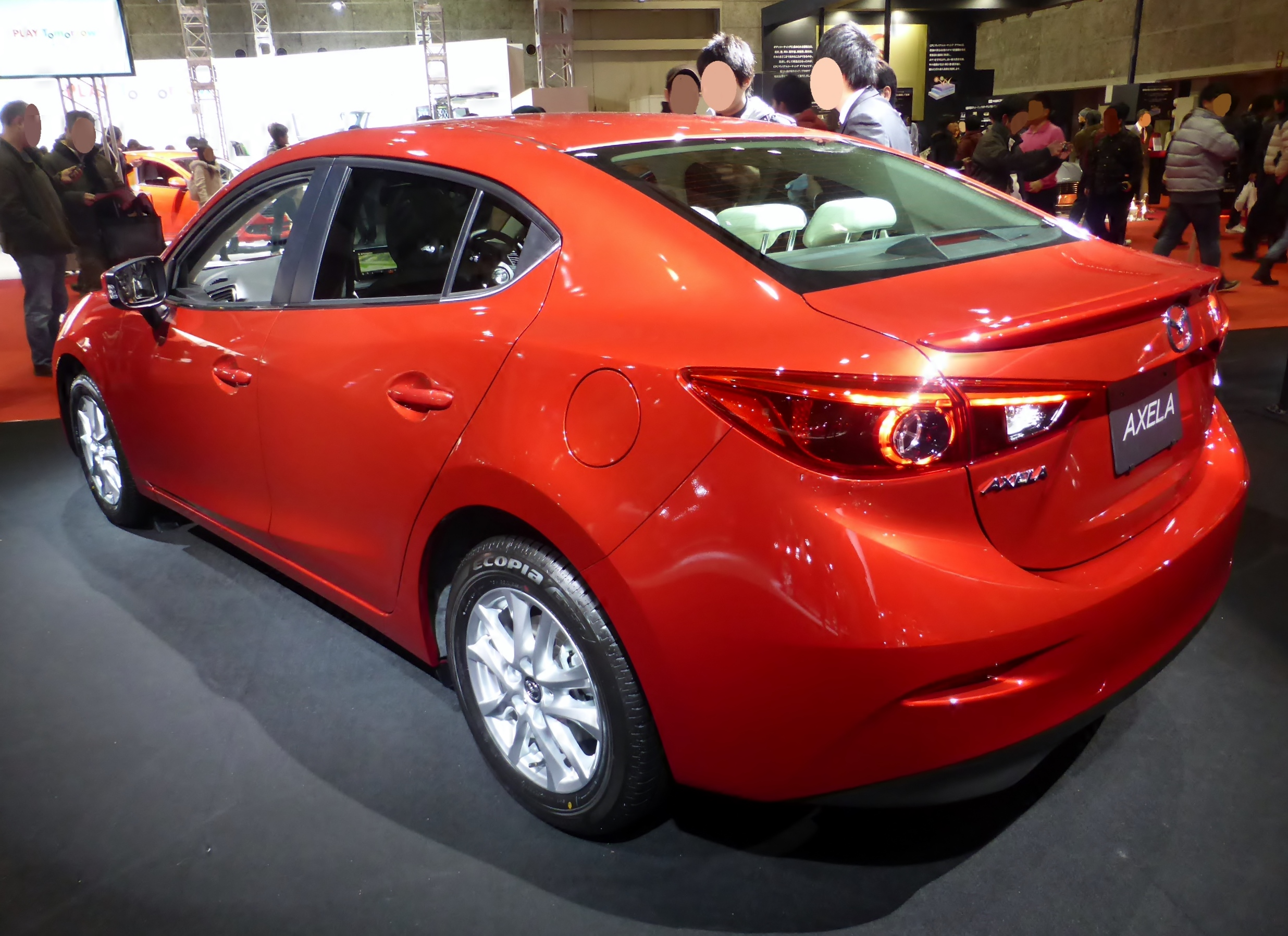
Axela Hybrid車尾
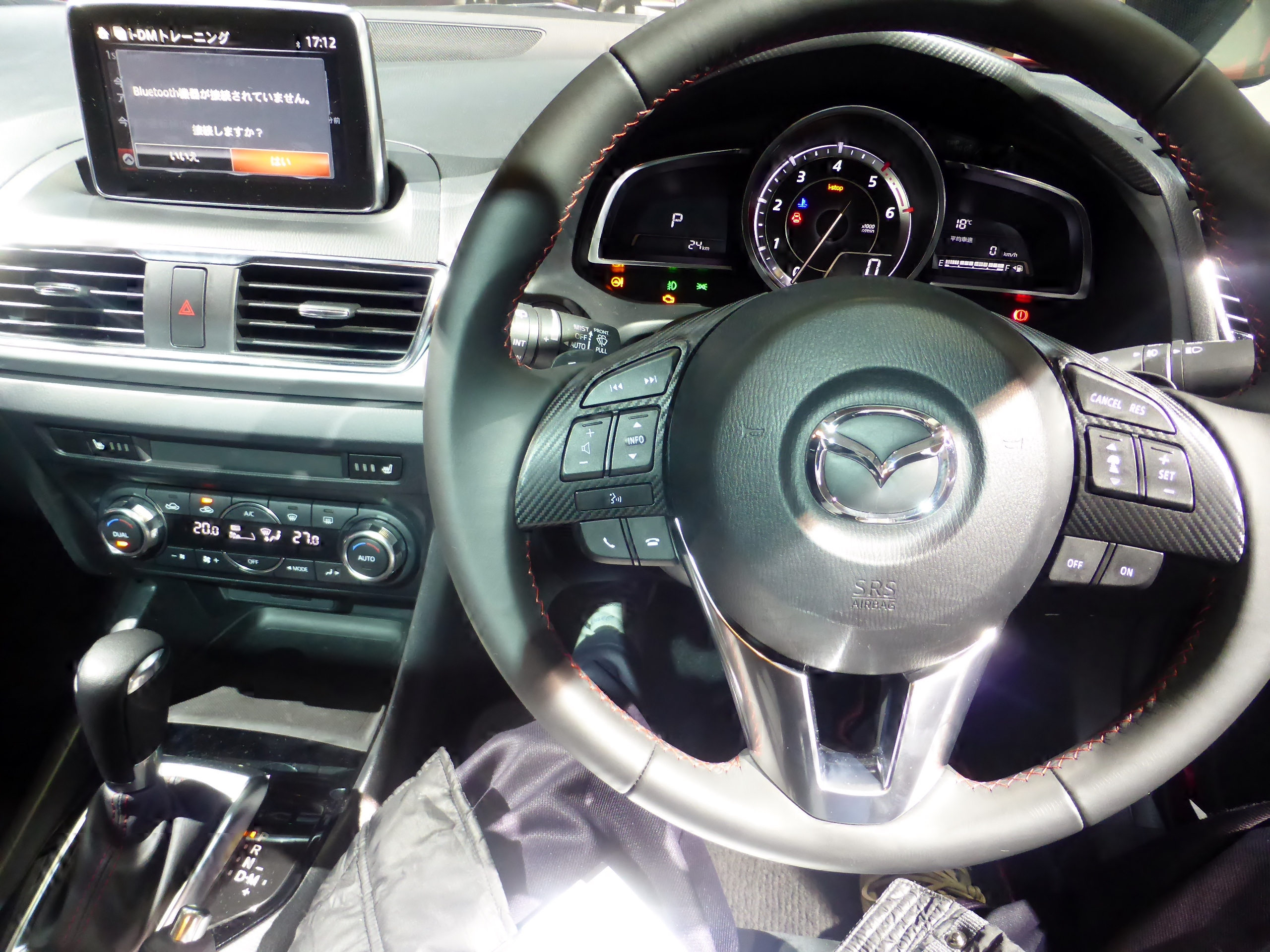
右駕版內裝
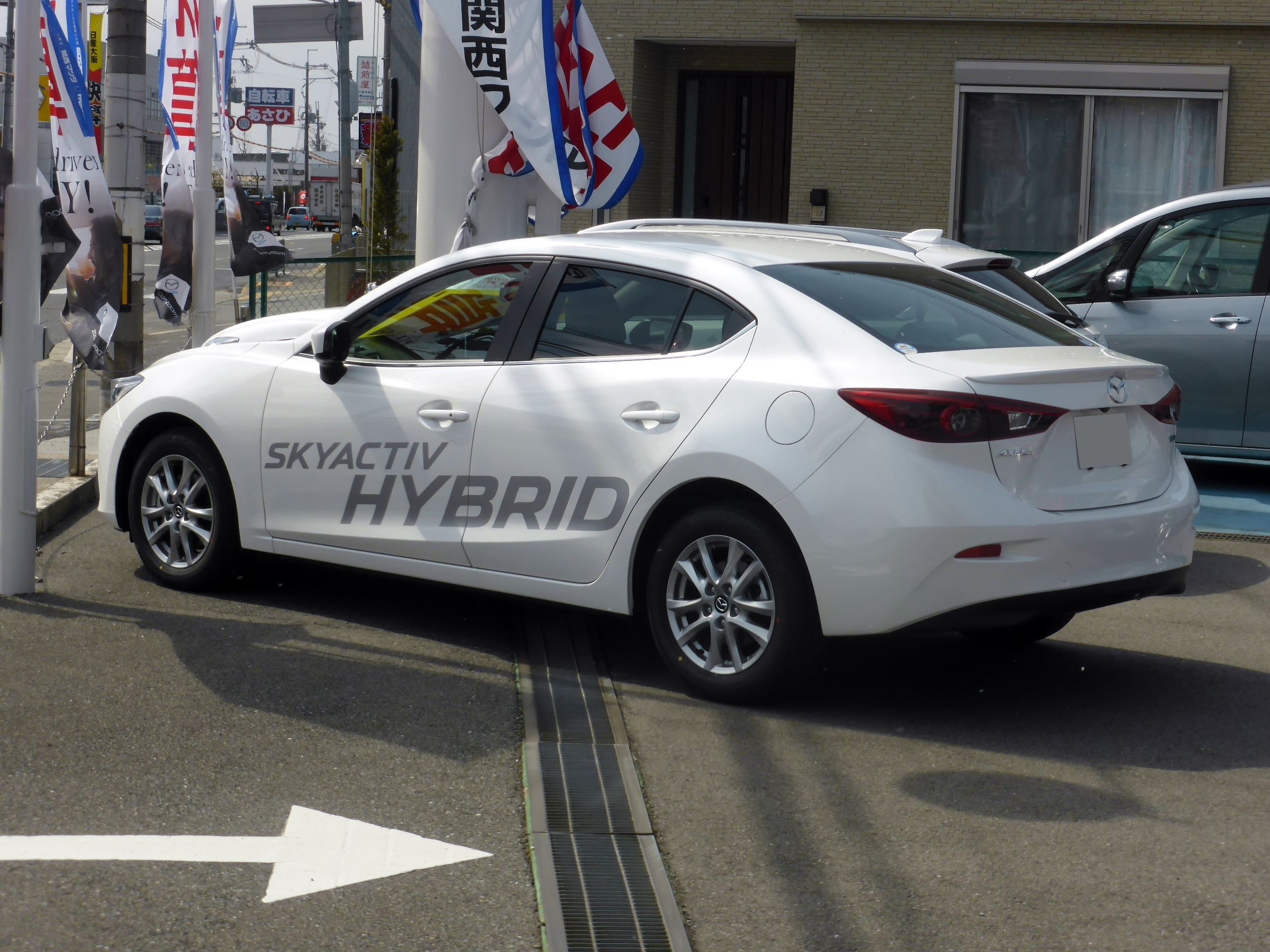
Axela Hybrid車尾
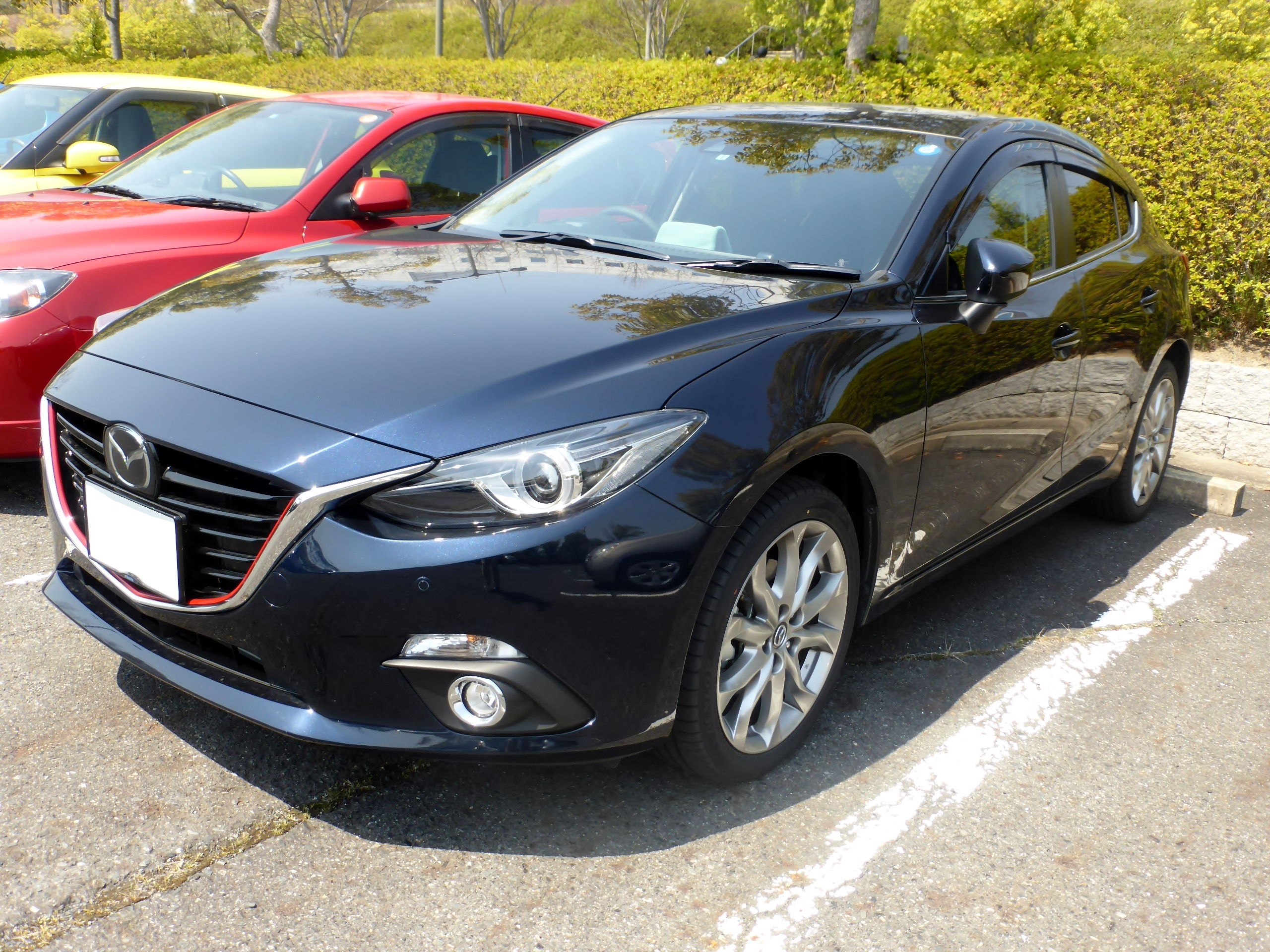
五門掀背車車頭
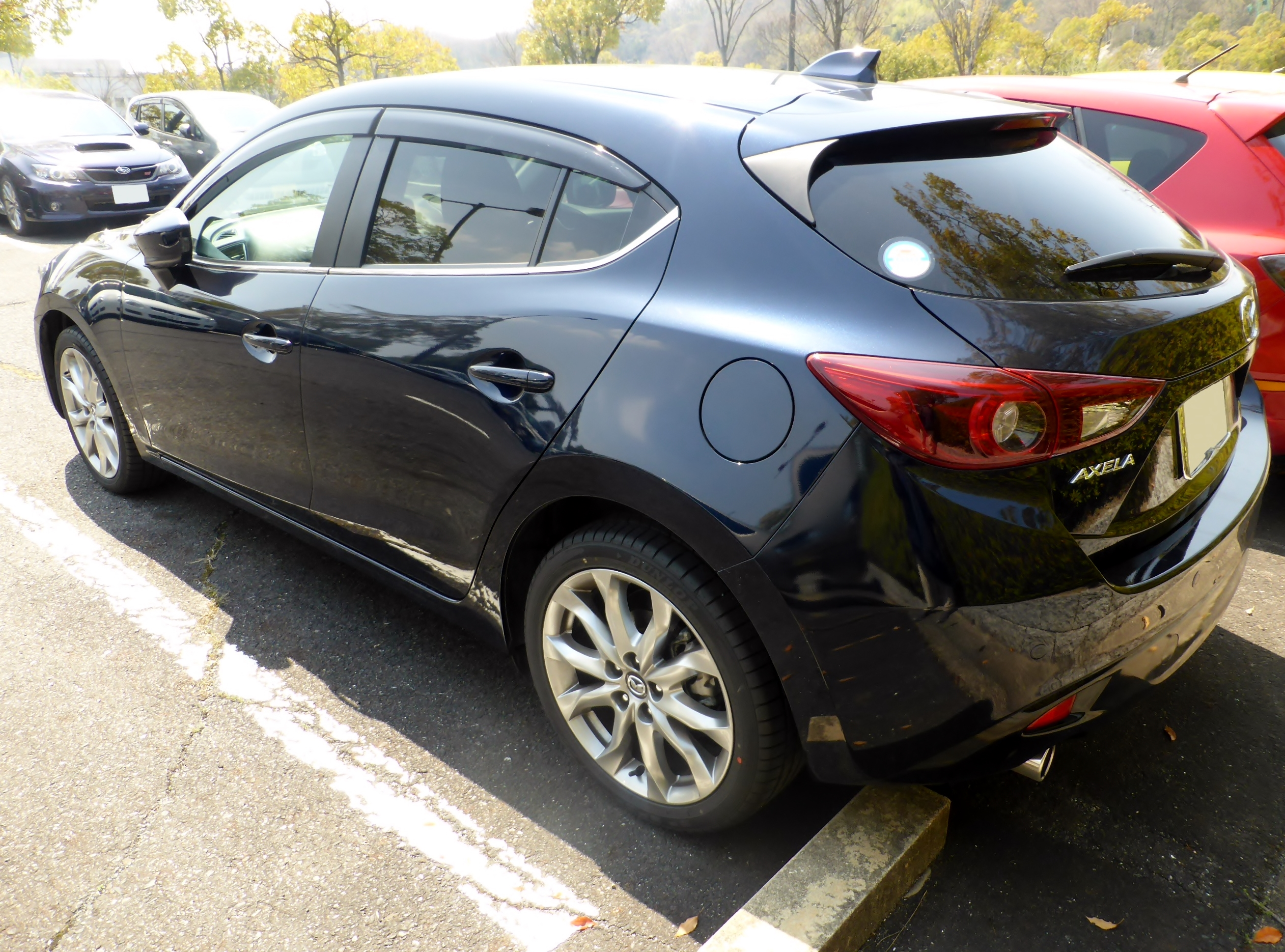
五門掀背車車尾
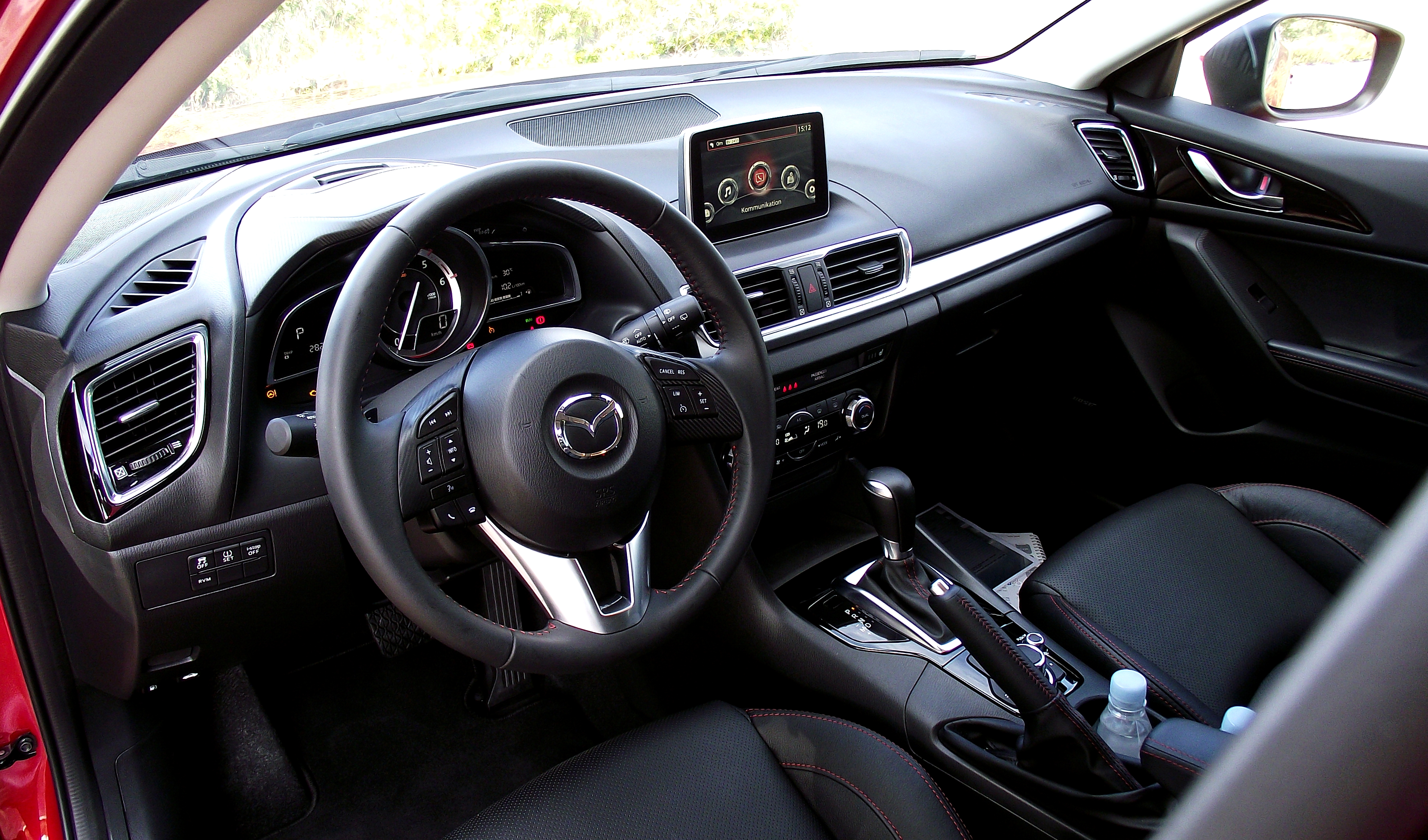
左駕版內裝
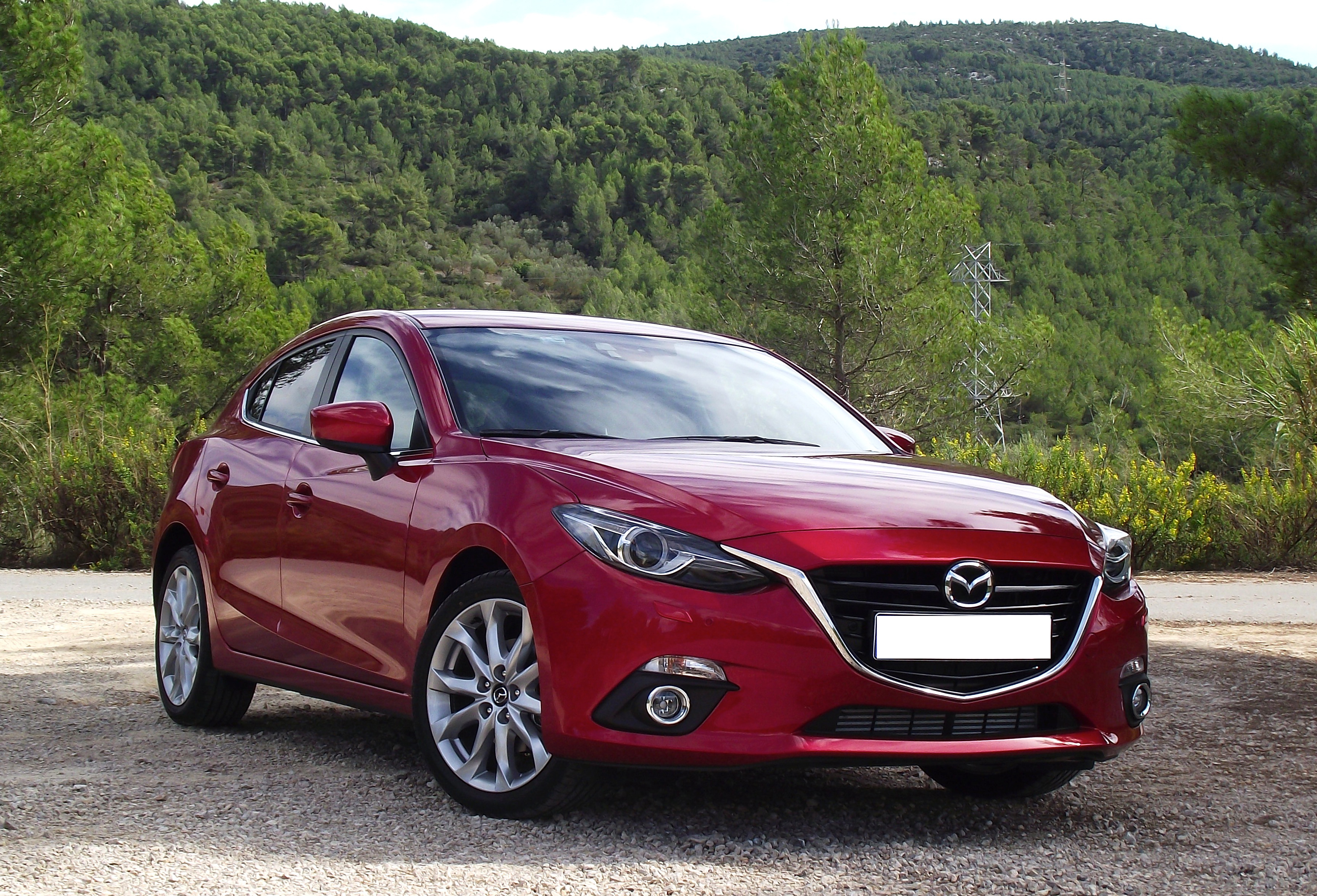
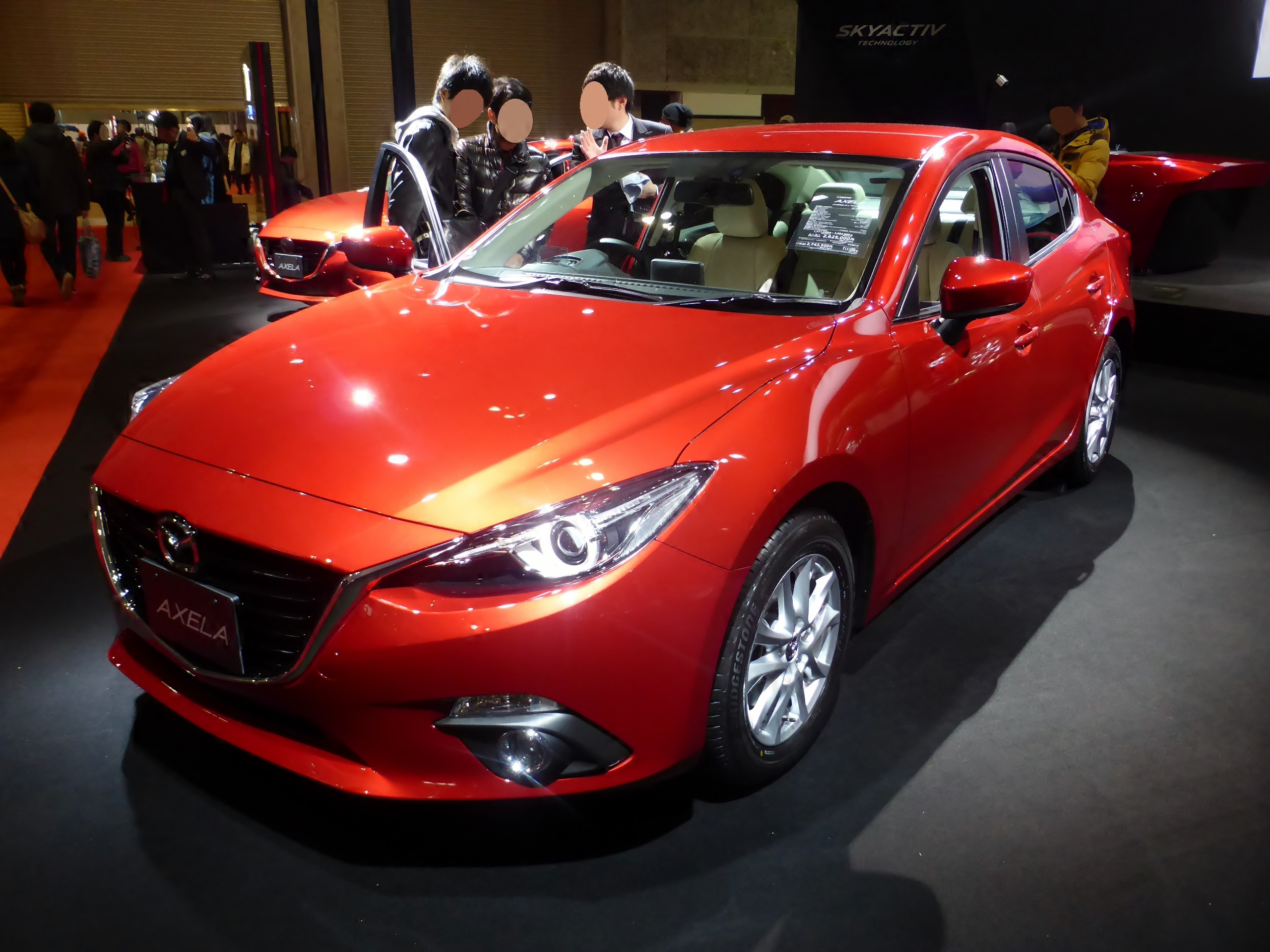
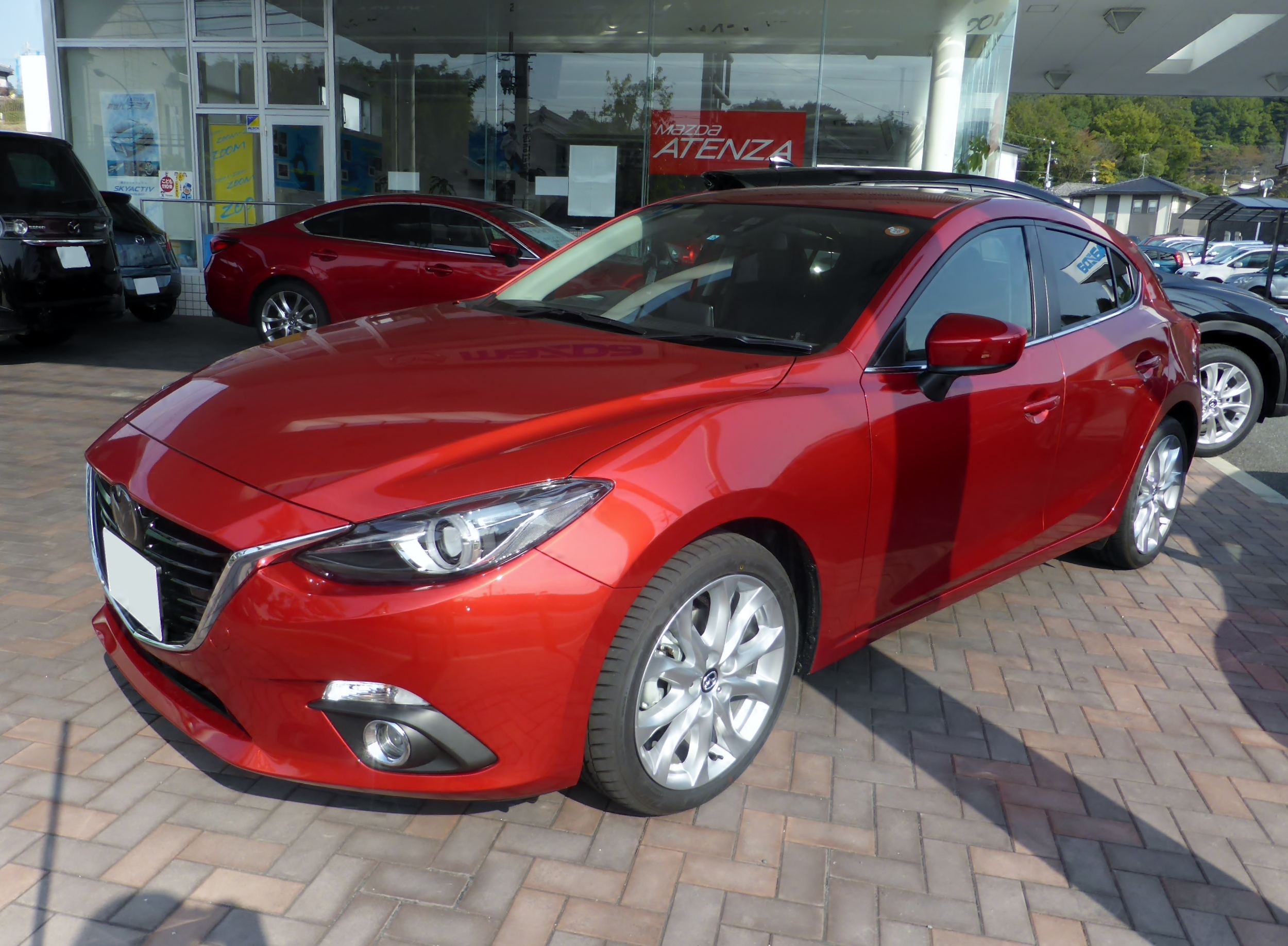
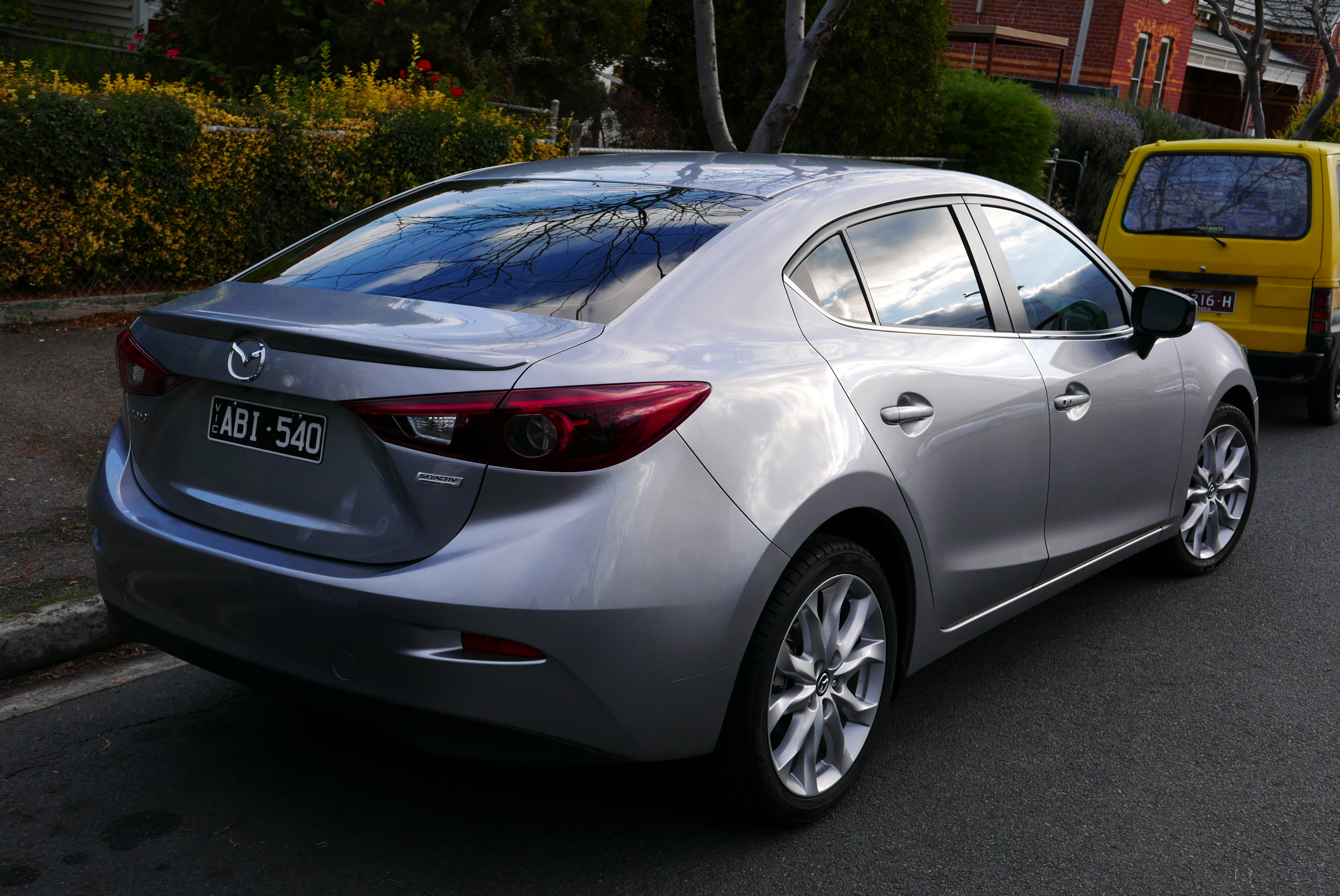
澳規版

### 第四代（2019年迄今）
2018年 - 大改款的第四代馬自達3於11月28日開幕的洛杉磯國際車展首度公開。
2019年 - 5月24日正式於日本上市，動力編成分成1.5L直列四缸DOHC P5-VPS型、2.0L直列四缸DOHC PE-VPS型、2.0L直列四缸DOHC HF-VPH型、1.8L直列四缸DOHC S8-DPTS型柴油渦輪增壓引擎等四種，其中備受矚目的「SKYACTIV X」HF-VPH型則推遲至同年12月5日才正式發售。自這一代起，原先在日本市場稱作Axela正式更名成馬自達3。車身外型延續魂動第2代設計元素，並與新日鐵住金、JFE控股合作開發出全球首創的1,310MPa高強度鋼材冷衝壓車身結構。車室部分標配含有New Mazda Connect介面的8.8吋中控懸浮式液晶螢幕，具有Apple CarPlay與Android Auto功能，但取消螢幕觸控，只能使用MZD Connect旋鈕操作。全車系標配8支喇叭，擁有12支喇叭配置的BOSE音響系統則列入選配。在安全配備部分，全車系標配7顆安全氣囊，並配置i-Activsense主動安全科技，包含BSM盲點偵測、FCTA前側方車輛接近警示、RCTA後車警示、LDWS車道偏移警示、LAS防止車道偏移、DAA駕駛疲勞監控、前後方誤加速抑制、HBC自動遠近光燈切換、ALH智能型LED頭燈、TJA交通擁塞警示、TSR交通標誌辨識系統、SBS-R智慧倒車剎車輔助、SBS-RS智慧後車盲區剎車輔助、全速域MRCC主動車距控制巡航等系統。
至於臺灣市場的部分，臺灣馬自達於5月9日公布4種車型與價格，並於同年7月起開始交車。
2020年 - 7月14日臺灣馬自達宣布新增1個車型，且頂級旗艦型新增真皮座椅、駕駛座8向電動調整附電動腰靠調整及記憶功能、方向盤換檔撥片等配備。

#### 安全性召回
2019年6月29日馬自達北美分公司表示，由於錯誤的製造過程錯誤導致輪圈螺栓及輪圈安裝盤之間產生間隙，使得4個車輪的螺母鬆動，進而可能使得車輪脫落，預估至少有25,003輛車需要召回修復。

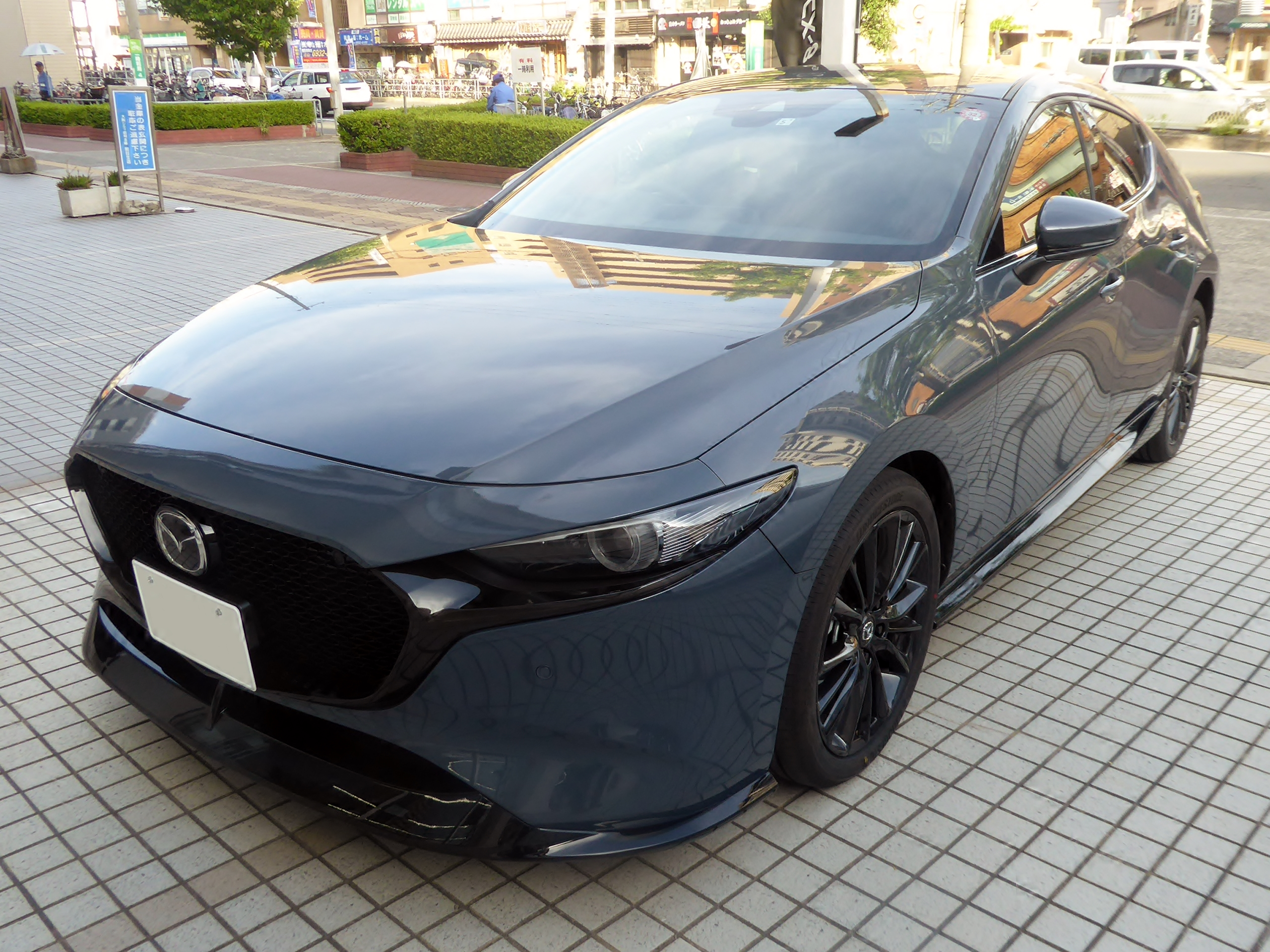
第四代五門版
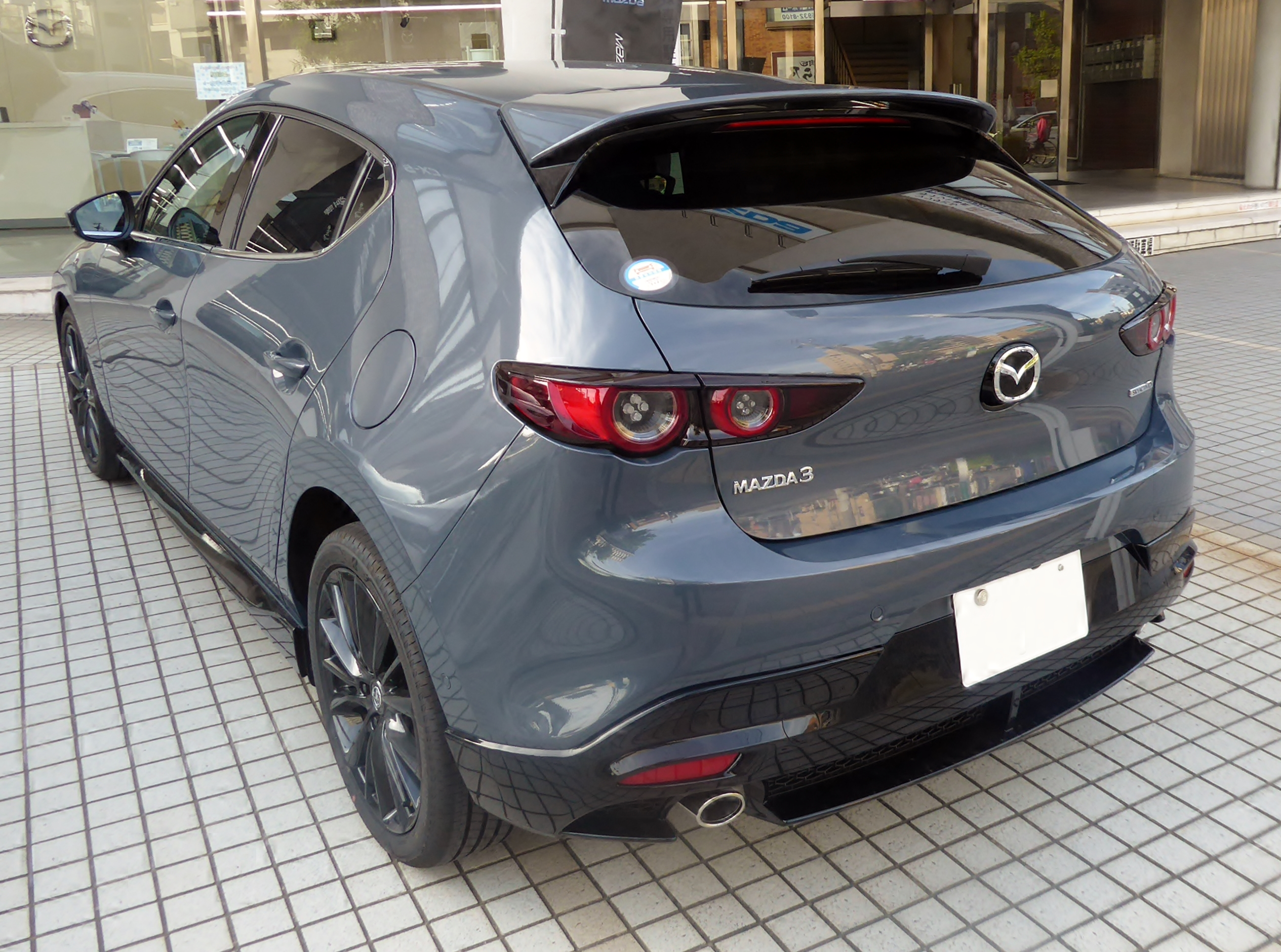
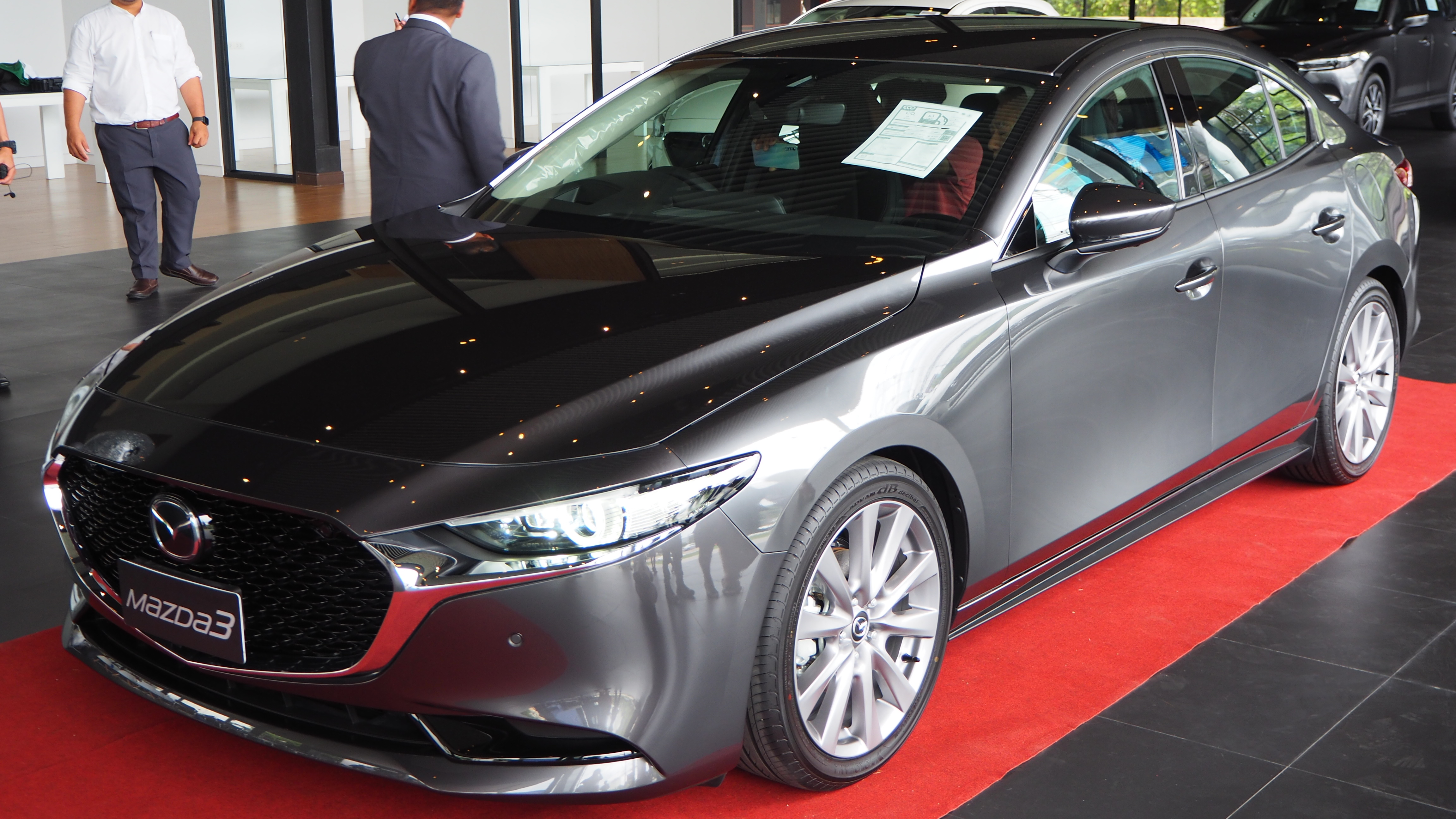
第四代四門版
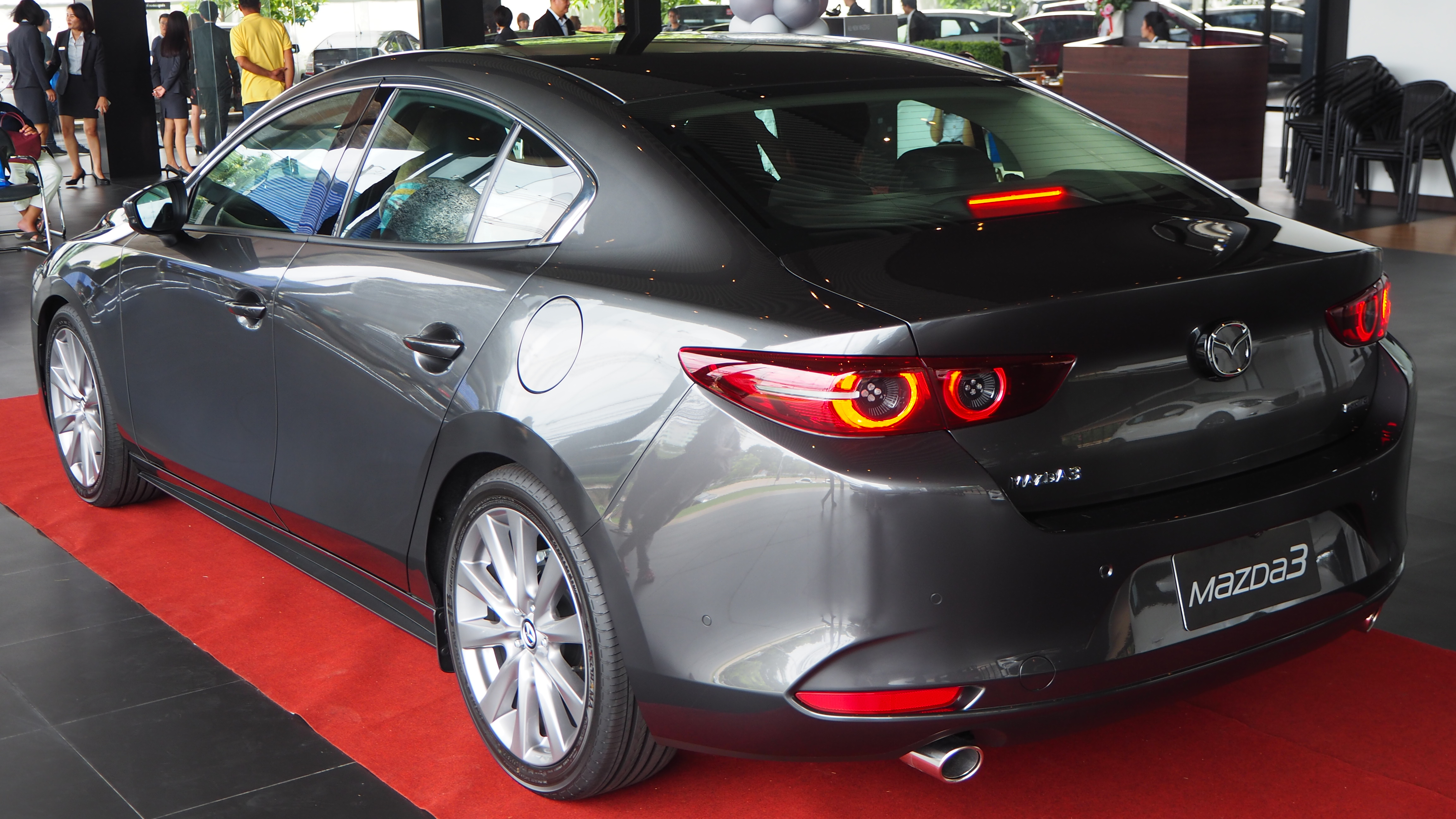

## 外部連結
- 日本官方網站
- 臺灣官方網站 （页面存档备份，存于）
- 中國官方網站（一）昂克賽拉 （页面存档备份，存于）（實為第三代馬自達3）
- 中國官方網站（二）星騁（實為第二代馬自達3）